# 알레산드로 델 피에로
알레산드로 델 피에로, OMRI 장교장(이탈리아어: Alessandro Del Piero alesˈsandro del ˈpjeːro[*], 1974년 11월 9일 ~)는 이탈리아의 은퇴한 축구 선수로, 주로 후방 공격수로 활약했지만, 다른 공격 역할을 맡아도 능히 수행했다. 2015년을 기점으로, 그는 스카이 스포츠 이탈리아의 평론가로 활동했다. 기술적으로 재능 있는 재능 있는 공격수로, 프리킥 전문가로도 명성이 자자한 델 피에로는 당대 최고의 선수로 자주 거론되었다. 1998년과 2008년에 세리에 A 올해의 국내 선수로도 명명되었고, 발롱도르와 FIFA 올해의 선수 후보로도 지명되었다.
골 결정력이 뛰어난 선수로, 그는 346골로, 390골을 기록한 실비오 피올라에 이어 현재 모든 대회 통산 역대 최다 득점 2위에 올라 있다. 그는 주세페 시뇨리와 알베르토 질라르디노와 함께 세리에 A 역대 최다 득점 9위에도 이름을 올리고 있다. 1991년에 세리에 B의 파도바에서 축구를 시작한 그는 1993년에 유벤투스에 입단하여 장장 19년을 활약(11년은 주장 신분이었다)하며 최다 득점(290골) 및 최다 경기 출장(705경기 출전) 기록을 세웠다. 유벤투스 시절, 그는 세리에 A를 6번, 코파 이탈리아를 1번, 수페르코파 이탈리아나를 4번, 챔피언스리그를 1번, UEFA 슈퍼컵을 1번, 인터토토컵을 1번]], 그리고 인터콘티넨털컵을 1번 우승했다. 2012년에 토리노 연고 구단을 떠난 델 피에로는 오스트레일리아의 시드니에 2년을 몸담았다. 그는 2014년에 인도 슈퍼리그의 델리 다이너모스에서 1년을 보내고 축구화를 벗었다.
델 피에로는 자신이 참가한 모든 대회에서 최소 1골을 기록했다. 2004년, 그는 펠레가 국제 축구 연맹 100주년 행사에서 지명한 살아있는 역대 최고의 축구 선수 125명의 명단인 FIFA 100에 등재되었다. 같은 해, 그는 유럽 축구 연맹 50주년 여론 조사에도 근 50년 역대 최고 선수 50인 명단에도 이름을 올렸다. 국내에서 신사적인 행동으로 6차례 상을 받기도 한 것 외에도, 최고의 기량과 올곧은 성격으로 골든 풋 상을 받기도 했다.
국가대항전에서, 델 피에로는 이탈리아 국가대표팀 일원으로 3번의 월드컵과 4번의 유럽 선수권 대회에 참가했고, 이 중 2006년 우러드컵을 우승하고 유로 2000에서 결승전까지 올라갔다. 그는 27골을 기록해 로베르토 바조와 함께 이탈리아 국가대표팀 역대 최다 득점 4위에 이름을 올리고 있다. 그보다 많은 국가대표팀 득점 기록을 올린 선수는 35골의 루이지 리바, 33골의 주세페 메아차, 그리고 30골의 실비오 피올라가 았다. 그는 1995년부터 2008년까지 총 91번의 국가대표팀 경기에 출전해 국가대표팀 역대 최다 출전 11위에도 이름을 올렸다. 현역 시절 통틀어, 델 피에로는 총 462번 골망을 흔들었다.

## 유년 시절
델 피에로는 베네토 주 코넬리아노에서 전기공 지노와 주부 브루나 사이에서 태어났다. 그는 유년 시절에 절친 넬소와 피에르파올로와 함께 집 뒷마당에서 축구를 했었다. 세 소년 모두 축구 선수를 꿈꿔 왔지만 델 피에로만 축구 선수로 장성했다. 그의 형 스테파노는 삼프도리아에서 잠깐 프로 선수로 활동했지만, 부상으로 일찍 축구화를 벗었다. 스테파노는 이후 남동생 알레산드로의 요원으로 활동했다. 델 피에로 가족은 산 벤데미아노 사콘 면의 시골집에 살았다. 유년 시절에 델 피에로 가족은 형편이 어려워 해외로 가기에 금전적으로 빠듯했기 때문에, 로리 운전자가 되어 세계일주를 할 생각도 했었다고 회고했다.
산 벤데미아노의 인근 유소년부에서 축구를 할 때, 델 피에로는 더 많은 출전 기회를 잡기 위해 골키퍼로 출전했었다. 그의 모친은 이 역할을 맡음으로서 그리 많은 땀을 흘리지 않고 부상 당할 염려도 적을 것으로 생각했다. 그러나, 그의 형 스테파노는 모친에게 기술적으로 출중한 어린 델 피에로가 공격적인 역할을 맡기에 적합하다 의견을 건냈고, 알레산드로 델 피에로는 이후 공격수 역할을 맡기 시작했다.

## 클럽 경력

### 파도바에서의 신고식과 초기 경력(1991–1993)
델 피에로는 1981년에 산 벤데미아노의 유소년부를 시작으로 프로 축구계를 향해 한 걸음씩 다가갔다. 스카우트는 델 피에로를 일찍이 알아보았고, 델 피에로는 불과 13세의 나이에 파도바의 유소년부로 둥지를 옮겼다. 그는 1991-92 시즌에 16세의 나이로 1군에 합류했고, 17세였던 1992년 3월 15일에 메시나와의 세리에 B 경기에서 마우로 산드레아니 감독이 로베르토 푸텔리와 교체하여 프로 무대 신고식을 치를 수 있게 했다. 1992년 11월 22일, 그 다음 시즌에 그는 5-0으로 이긴 테르나나와의 경기에서 프로 무대 1호골을 기록했다. 1993년, 잠피에로 보니페르티의 눈에 들어온 델 피에로는 5B ITL에 유벤투스로 입단했고, 150M ITL의 연봉 계약서에 서명했다.

### 유벤투스 초년의 국내 및 유럽무대 성공(1993–1998)
1993년, 델 피에로는 유벤투스로 이적해 2012년 여름에 방출되기 전까지 토리노 연고 구단에서 19년을 활동했다. 비록 조반니 트라파토니는 그가 1군과 훈련해야 한다고 주장했지만, 처음에는 안토넬로 쿠쿠레두가 지휘하는 유소년부에서 활약했고, 1994년 토르네오 디 비아레조와 U-20 리그 동시 석권을 도왔다. 델 피에로는 트라파토니 감독의 임기였던 1993년 9월 12일, 포자와의 경기에서 교체로 출전해 첫 세리에 A 경기에 출전했고, 바로 다음 경기인 레자나와의 90월 19일 경기에서 교체로 들어가 첫 골을 기록했다. 그가 처음 유벤투스 선발로 출전한 파르마와의 경기에서는 해트트릭을 완성했다. 인상적인 활약을 펼친 델 피에로는 더 많은 출전기회를 받았고, 유소년부 출전과 병행하면서도 1군 리그, 코파 이탈리아, 그리고 UEFA컵 경기에 도합 14번 출전했고, 5골도 넣었는데, 모두 세리에 A 경기에서 기록했고, 유벤투스는 이 시즌 리그를 2위로 마감했다.
1994-95 시즌, 마르첼로 리피가 신임 유벤투스 감독으로 취임해 지라우도, 로베르토 베테가, 그리고 루차노 보지가 구단 신임 행정가로 취임했다. 델 피에로는 로베르토 바조가 11월에 파도바전에서 부상을 당하면서 선수단 주전으로 더 자주 기용되었다. 델 피에로는 잔루카 비알리와 파브리초 라바넬리와 함께 바조를 대신해 자리를 잡았고, 절호의 기회를 놓치지 않은 델 피에로는 유벤투스의 9년 만의 첫 "방패"(scudetto)로 이끌었다. 델 피에로는 그 시즌 세리에 A에서 8골을 기록했는데, 피오렌티나를 상대로 머리를 넘기는 인상적인 결승골을 뽑아내기도 했다. 델 피에로는 같은 해 코파 이탈리아도 시즌 내내 리그 경쟁을 벌였던 파르마와의 결승전에서도 이기며 오랜 만의 2관왕을 달성했지만, 같은 해 UEFA컵 결승전에서는 역으로 파르마에 패해 준우승에 머물렀다. 당시 델 피에로는 기술 및 전술적 역량이 바조의 창의적인 경기 방식과 비교되어 "핀투리키오"(Pinturicchio)로 수식되었다. 이 별칭은 잔니 아넬리 전 구단 회장이 위대한 이탈리아의 예술가 라파엘로(Raffaello)의 문하생이자 르네상스의 또다른 위대한 예술가 핀투리키오였다는 점을 짚은 것이며, 공을 우아하게 다루는 경기 방식이 강조된 바조의 별칭이 라파엘로였고, 당시 비상하던 델 피에로도 공을 우아하게 잘 다루었다는 데에서 착안해 붙인 별명이었다. 델 피에로는 그 시즌 활약상에 힘입어 1995년 발롱도르에서 4위에 이름을 올렸다. 토리노 연고 구단의 일원으로, 델 피에로는 세리에 A를 6번(유벤투스의 2006년 이탈리아 축구 스캔들 연루로 박탈된 2005년, 2006년 우승 제외) 우승했다.
1995-96 시즌, 델 피에로는 밀란으로 떠난 바조가 쓰던 등번호 10번을 받았는데, 이 유니폼 등번호는 미셸 플라티니가 쓰기도 했다. 델 피에로는 이 시즌 세리에 A에서 6골을 넣고 10번의 도움을 기록했지만, 유벤투스는 밀란에 밀려 리그를 준우승으로 마무리했다. 델 피에로는 수페르코파 이탈리아나 1995에서 파르마를 꺾고 우승을 거두기도 했는데, 비알리의 1-0 결승골을 도왔다. 그는 유벤투스의 챔피언스리그 우승에도 혁혁한 공을 세웠는데, 대회에서 6골을 기록해 최다 득점 공동 2위에 올랐다.
그 다음 시즌, 델 피에로는 UEFA 슈퍼컵과 인터콘티넨털컵 우승으로 시작했는데, 두 대회 결승전에서 모두 득점을 올리고, 후자의 경기에서는 최우수 선수로 선정되었다. 그는 브라보상(23세 이하 유럽대항전 최우수 선수)을 거머쥐었고, 1996년 발롱도르에도 4위에 올라 발롱도르에서 2년 연속 상위권에 이름을 올렸다. 델 피에로는 이 시즌에 자신의 2번째 세리에 A 우승도 거두었고, 챔피언스리그 2년 연속 결승 진출에도 성공했지만, 부상으로 결승전에 선발로 출전하지 못했다. 조별리그에서 결승전까지, 그는 유벤투스가 한 경기를 남겨놓고 8강 진출을 확정지었는데, 유벤투스는 1996년 11월 20일에 올드 트래퍼드에서 열린 맨체스터 유나이티드 원정 경기에서 1-0 결승골을 기록했다. 이는 이탈리아 구단이 맨체스터 유나이티드 원정에서 승리한 첫 사례이기도 했다. 그는 도르트문트와의 1997년 챔피언스리그 결승전에서 벤치에서 들어와 발뒤꿈치로 만회골을 넣었지만, 영패를 면하는데 그쳤고, 결과는 1-3 완패였다. 델 피에로는 1997년 내내 인상적인 활약을 펼치며 1997년 FIFA 올해의 선수와 1997년 발롱도르 후보로 지명되었고, 최종적으로 6위에 올랐다.
델 피에로는 그 다음 시즌을 수페르코파 이탈리아나 우승으로 좋게 시작하였고, 유벤투스 동료인 중원의 지네딘 지단과 새내기 필리포 인차기와 동행했다. 1997-98 시즌은 그의 최고 시즌이었는데, 세리에 A에서 개인 공동 최다인 21골을 기록했고, 챔피언스리그에서는 10골로 득점왕에 올랐는데, 모나코와의 준결승전에서 프리킥을 포함해 해트트릭을 달성했다. 유벤투스는 델 피에로의 골에 힘입어 3년 연속 챔피언스리그 결승전에 올랐지만, 델 피에로 자신은 결승전 당시 몸상태가 온전치 못했고, 유벤투스는 5월 20일에 열린 레알 마드리드와의 결승전에서 프레드라그 미야토비치에게 0-1 결승골을 헌납하며 또다시 준우승에 머물렀다. 그러나, 국내 무대에서 인테르나치오날레와 치열한 리그 우승 경쟁 끝에 25번째 세리에 A 우승을 달성했고, 이 과정에서 델 피에로는 이탈리아 더비 경기에서 논란을 야기했지만 뇌리에 남는 인상적인 단독골을 기록하기도 했다. 델 피에로는 그 시즌 코파 이탈리아에서도 득점을 기록해 준결승까지 올랐고, 이 시즌에 모든 대회를 통틀어 개인 최다인 32골을 넣었다. 델 피에로는 맹활약을 펼치면서 세리에 A 올해의 국내 선수로도 선정되었고, 1998년 발롱도르 후보로도 지명되었다. 같은 시기 그는 유벤투스의 경쟁 구단인 인테르나치오날레의 브라질 공격수 호나우두가 "경이로운 자"(Il Fenomeno)로 불린 것에 착안해 "진짜로 경이로운 자"(Fenomeno Vero)로 수식되었다.

### 부상으로 인한 침체기(1998–2001)
유벤투스는 1998-99 시즌을 수페르코파 이탈리아나에서 1-2로 패해 라치오에 내주는 것으로 시작했는데, 델 피에로의 페널티킥 골로 영패를 면했다. 1998년 11월 8일, 델 피에로는 2-2로 비긴 우디네세전에서 무릎 중상을 당했다. 부상을 당한 델 피에로는 시즌 남은 기간 동안 더 출전하지 못했고, 2골을 추가하는데 그쳤다. 그의 공백을 메우지 못한 유벤투스는 리그에서 7위를 기록하는 실망스러운 한 해를 보냈다. 비록 유벤투스는 챔피언스리그에서 준결승전까지 올라갔지만, 나중에 우승을 거두는 맨체스터 유나이티드에 패퇴했다. 델 피에로는 중상을 당해 근육 강화 체질 개선으로 21세기의 경향인 강렬한 몸싸움과 신체조건에 충족하기 위해 노력했고, 등가교환으로 주력과 민첩성이 다소 떨어졌다. 체중이 큰 폭으로 증가하고 신체 크기가 커지면서, 구단도 1990년대 중후반에 중흥기가 찾아왔는데, 델 피에로를 비롯한 몇몇 유벤투스 선수들과 기술진들이 불법 기량 향상 약물 남용했다는 의혹이 제기되었다. 긴 조사 끝에, 고발된 구단 수뇌부는 2005년에 도핑 혐의를 모두 벗게 되었다.

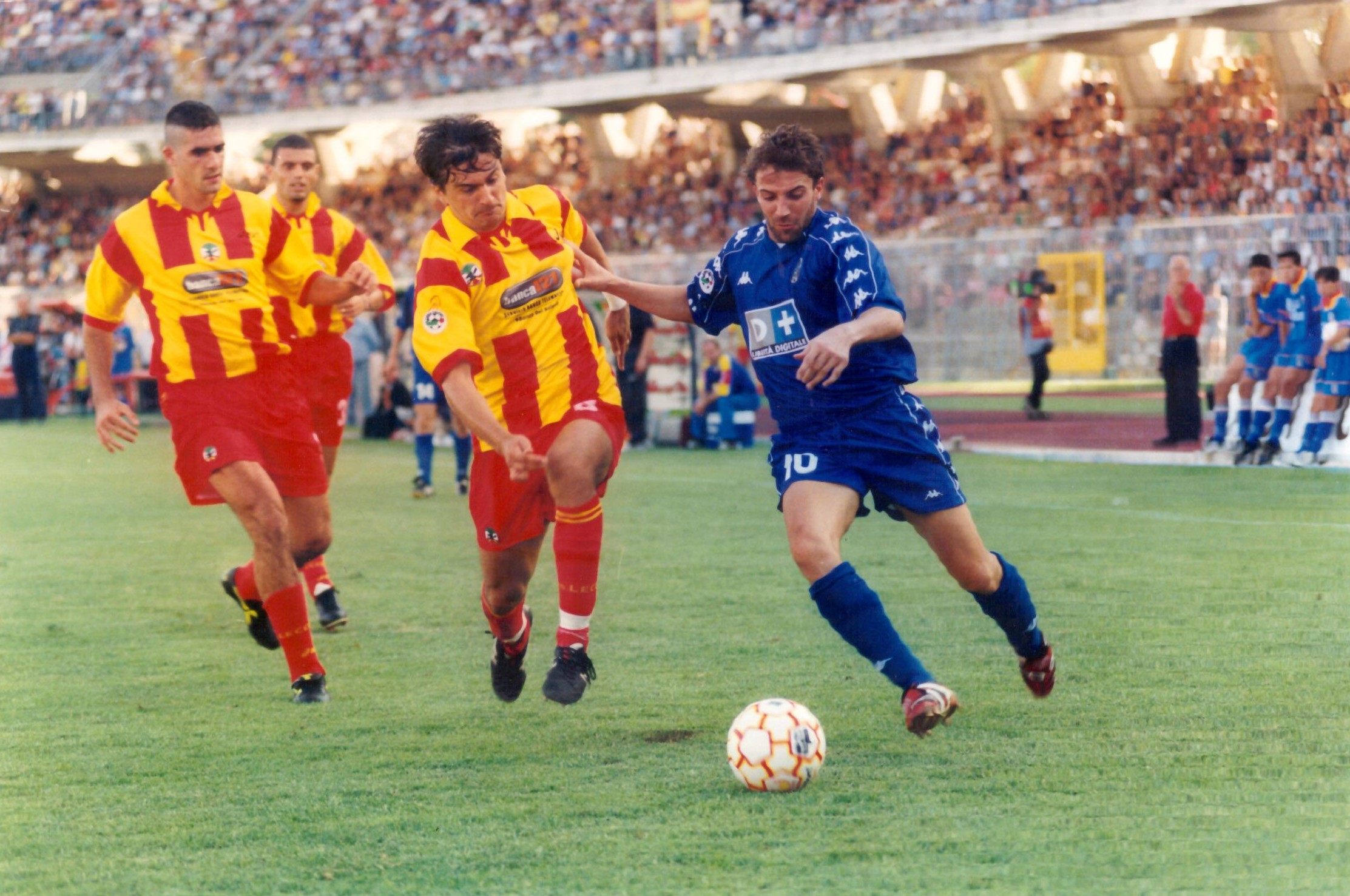
1999년 9월, 레체를 상대하는 유벤투스의 델 피에로(우측)

카를로 안첼로티 감독이 취임한 다음 시즌, 델 피에로는 지원형 공격수로서 세리에 A에서 14번 도움을 기록했고, 이는 그 시즌 리그 내 최다 기록이었고, 모든 대회를 통틀어서는 20도움을 기록했다. 그러나, 직전 시즌 부상 이후로 직접적인 득점을 좀처럼 기록하지 못하는 데에 비난의 대상이 되었는데, 세리에 A에서 9골을 기록하면서 공격 전개 상황에서 득점에 성공한 것은 1번(파르마전에서 머리로 넣은 골)뿐이었고, 나머지는 페널티킥으로 넣은 골이었다. 엎친 데 덮친 격으로, 시즌 말에 들어, 한때 그와 죽이 잘 맞았던 인차기와의 조합의 효과가 인차기가 따로 놀고 상호 이해의 부족과 경기장 내외의 불화로 인해 줄어들었다. 델 피에로는 1999년 인터토토컵 우승을 견인했는데, 이로서 UEFA컵 진출권을 손에 넣었다. 그는 이 시즌에 모든 대회를 통틀어 12골을 기록했는데, 유벤투스는 세리에 A 우승을 안타깝게 놓쳤다. 2000년에 델 피에로는 급여, 추가 수당, 그리고 광고 매출을 도합해 가장 많은 수익을 벌어들인 선수로 기록되었다.
유벤투스는 이듬해에도 실망스러운 결말을 맞이했는데, 이번에는 로마에 밀리며 세리에 A 우승이 좌절되었다. 유벤투스와 델 피에로는 인상적으로 시즌을 시작했고, 델 피에로는 9월 30일에 나폴리와의 경기에서 결승골을 기록하기도 했지만, 다시 부상을 당해 기량이 떨어져 부진에 빠졌다. 2001년 2월 18일, 델 피에로는 바리와의 원정 경기에서 결승골을 넣으며 무득점 침묵을 깼다. 델 피에로는 얼마 전 영면에 든 부친에게 자신의 골을 바쳤다. 델 피에로는 시즌 말에 들어 본실력을 발휘하기 시작했지만, 로마전 2-2 무승부에서 득점하고도 세리에 A 역전 우승에 역부족이었다.

### 다시 정상으로(2001–2004)
델 피에로는 리피의 유벤투스 복귀와 함께 주장으로 명명되었고, 2000년에 합류한 프랑스인 스트라이커 다비드 트레제게, 2001년에 입단한 체코의 플레이메이커 파벨 네드베드와 공격을 합작했다. 델 피에로는 16골을 넣고 몇 차례 도움을 기록하며 2002년 5월 5일 리그 최종전에서 유벤투스를 26번째 세리에 A 정상으로 올려놓았다. 유벤투스는 우디네세 원정에서 득점왕 트레제게와 델 피에로의 연속골에 힘입어 2-0으로 이기면서 로마와 인테르나치오날레를 단 승점 1점차로 제치고 정상에 올랐다. 델 피에로는 모든 대회를 통틀어 21골을 기록했는데, 2001년 8월 26일에 베네치아전에서 유벤투스 100호, 101호골을 연달아 넣었다. 델 피에로는 유벤투스를 코파 이탈리아 결승전에도 올려놓았지만, 파르마에 패하면서 준우승에 머물렀다.
유벤투스는 2002년 리그 우승으로 챔피언스리그 조별 리그에 직행했다. 유벤투스는 2002-03 시즌을 수페르코파 이탈리아나 우승으로 시작했는데, 델 피에로는 파르마의 골망을 2번 흔들었고, 유벤투스는 세리에 A 정상을 성공적으로 사수했다. 델 피에로는 2003년 4월 27일에 브레시아와의 경기에서 자신의 세리에 A 100호골로 2-1 승리를 견인했다. 유벤투스는 챔피언스리그에서 뉴캐슬 유나이티드, 디나모 키이우, 그리고 페예노르트와 함께 E조에 편성되었다. 델 피에로는 9월 24일에 5-0으로 이긴 디나모 키이우와의 경기에서 네드베드와 마우로 카모라네시와 2-0으로 앞서나가는 골을 합작했다.
유벤투스의 10월 1일 다음 경기 상대는 뉴캐슬 유나이티드였는데, 델 피에로는 2골로 안방 승리를 이끌며 조 1위도 지켰다. 유벤투스는 2차 조별 리그로 올라가 맨체스터 유나이티드와 함께 바젤과 데포르티보를 골득실차로 따돌리고 8강에 올랐다. 유벤투스는 이어서 바르셀로나를 8강전에서 연장까지 접전을 벌인 끝에 마르셀로 살라예타의 결승골로 승리했고, 또다른 스페인 구단이자 전 시즌 우승을 거둔 레알 마드리드와 격돌했다. 공격 삼각 편대로 유벤투스는 1차전 1-2 패배를 뒤엎고 3각 편대가 1골씩 득점하며 안방 2차전 3-1 승리로, 합계 4-3에 앞선 유벤투스가 결승에 진출했다. 유벤투스는 2003년 챔피언스리그 결승전에서 이탈리아의 경쟁 구단 밀란과 5월 28일에 맨체스터에서 격돌했다. 득점 없이 120분을 보낸 양 구단은 승부차기로 승자를 가리게 되었는데, 델 피에로가 골망을 흔들었지만, 유벤투스가 이기기에는 역부족이었고, 결국 2-3으로 패했다.
유벤투스는 이듬해를 수페르코파 이탈리아나에서 밀란을 승부차기로 이기며 인상적으로 출발했으나, 챔피언스리그에서 16강에 멈췄고, 세리에 A는 3위에 그쳤다. 구단은 코파 이탈리아 결승전에 올랐지만, 이도 라치오에 패해 준우승에 머물렀다. 리피는 시즌 끝에 이탈리아 국가대표팀을 맡으러 유벤투스를 떠났다.

### "칼초폴리"와 강등(2004–2006)
유로 2004가 끝난 후, 마르첼로 리피는 유벤투스 감독직을 파비오 카펠로에게 넘겼다. 카펠로는 델 피에로의 신체 조건에 의문을 제기했고, 보다 젊은 새내기 공격수 즐라탄 이브라히모비치를 기용해 델 피에로를 벤치에 앉혔다. 출전 시간이 줄어들었지만, 델 피에로는 14골을 기록했는데, 유벤투스는 밀란과 산 시로에서 우승 향방을 결정짓는 경기에서 머리 위로 다비드 트레제게의 결승골을 도와 28번째 리그 우승에 일조했다. 델 피에로는 유벤투스를 챔피언스리그 8강까지 견인했지만, 나중에 우승을 거두는 리버풀에 패퇴했다.
몇몇 기자들과 감독은 델 피에로가 2005-06 시즌에 본 기량을 되찾았다고 생각했는데, 세리에 A에서 12골, 모든 대회를 통틀어 20골을 기록해 세리에 A 정상을 지키는 데 일조했다. 그는 카펠로 감독의 임기 2년차에 역할이 바뀌었는데, 즉각 반전을 주는 교체 선수로 주로 활약했다. 경기 출전 시간이 줄어들면서, 델 피에로와 카펠로 간의 관계에 긴장이 고조되었다.
2006년 1월 10일, 델 피에로는 피오렌티나와의 코파 이탈리아 경기에서 3골을 추가하면서 통산 185골로 유벤투스 역대 최다 득점자로 올라섰다. 종전에 이 기록은 잠피에로 보니페르티가 182골로 기록했었다. 델 피에로는 5골로 코파 이탈리아 시즌 득점왕에 올랐다. 델 피에로는 2005-06 시즌 유벤투스 최종전 경기에서 교체로 들어가 득점을 올리면서 교체 투입된 세리에 A 경기에서 6골을 기록해 조제 알타피니의 기록과 어깨를 나란히했지만, 유벤투스는 "칼초폴리"(Calciopoli) 스캔들에 연루되어 강등되었고, 2005년과 2006년에 딴 세리에 A 우승은 취소되었다.

### 세리에 B 우승(2006–2007)
유벤투스가 세리에 B로 강등되고, 가장 최근에 딴 "방패"(scudetti) 2개를 박탈당하면서도, 델 피에로는 주장으로서 구단에 남을 것임을 맹세했다. 그는 선수들에 "아녤리 가문도, 지지자들도, 새 이사진도 우리가 필요하다"라고 유벤투스에 남아야 한다고 설득했다. 파비오 칸나바로, 이메르송, 잔루카 참브로타, 파트리크 비에라, 즐라탄 이브라히모비치, 그리고 릴리앙 튀람이 떠났지만, 델 피에로는 구단에 남아 세리에 A 복귀에 전념하기로 결정했다.
"진정한 신사는 숙녀를 절대 떠나지 않습니다."

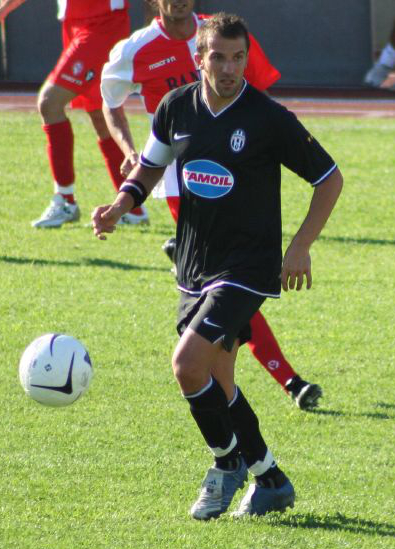
2006년 9월, 2006-07 시즌 세리에 B 리미니전에 출전한 유벤투스의 델 피에로

델 피에로가 2006년 월드컵 우승 후 출전한 첫 경기는 2006년 8월 23일에 열린 체세나와의 코파 이탈리아 경기였다. 유벤투스가 2006-07 시즌에 세리에 B에 참가하면서 코파 이탈리아 경기가 UEFA컵 진출권을 걸었기 때문에 중요도가 커졌다. 앞서 휴가를 보내고 온 직후였던 델 피에로는 벤치에서 대기했다. 유벤투스와 체세나는 1-1로 접전을 벌이고 있는 와중에 델 피에로가 74분에 입장해 9초만에 유벤투스의 결승골을 뽑았다.
델 피에로는 8월 27일에 나폴리와의 다음 코파 이탈리아 경기에도 61분에 교체로 출전했다. 유벤투스는 이 경기에서도 선제골을 허용했지만, 델 피에로의 2골에 힘입어 역전에 성공했다. 경기는 승부차기까지 갔고, 델 피에로는 주자로 나서서 골망을 흔들었지만, 나폴리에 4-5로 무릎을 꿇었다. 유벤투스는 리그 농단 스캔들로 시즌을 승점 9점 감점으로 시작했지만, 세리에 B를 우승하고 세리에 A로 복귀했다. 델 피에로는 20골로 2006-07 시즌 세리에 B 득점왕에 올랐다. 같은 시즌에 델 피에로는 2006년 10월 21일에 1-0으로 이긴 프로시노네와의 경기에서 자신의 유벤투스 200호골을 기록했다.

### 세리에 A 복귀와 "칼초폴리" 이후의 시련(2007–2011)
"델 피에로는 진심 늙지 않는다."

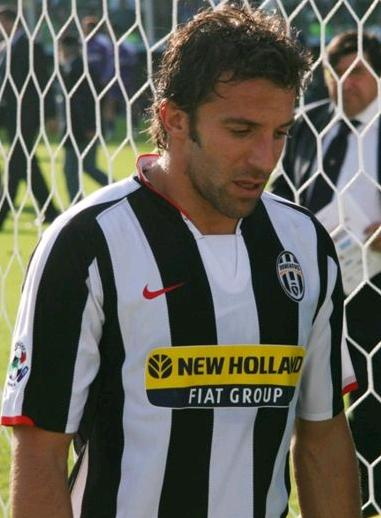
2007-08 시즌, 피오렌티나전의 델 피에로

유벤투스의 세리에 A 복귀 원년, 델 피에로는 유벤투스 수뇌부와 연장 계약서를 놓고 몇 달 동안 언쟁을 벌였다. 협상이 성공리에 마무리되면서, 델 피에로는 2010년 6월 30일까지 계약을 연장했고, 계약 연장을 장남 토비아스 델 피에로의 출생과 함께 자축했다. 이는 델 피에로가 2주 전 클라우디오 라니에리 감독이 피오렌티나와의 세리에 A 경기에서 제외되었고, 뒤이어 조지아와 남아프리카 공화국과의 이탈리아 국가대표팀 경기에서 로베르토 도나도니의 부름을 받지 못한 이후에 맞이한 반전이었다.
2007년 12월 15일, 델 피에로는 라치오와의 원정 경기에서 2골을 뽑아내면서 세리에 A 이 주의 선수단에 이름을 2주 연속으로 이름을 올렸다. 2008년 2월, 그는 1-0으로 이긴 로마와의 안방 경기에서 프리킥으로 유벤투스의 1-0 결승골을 넣었다. 2008년 4월 6일, 그는 종전에 가에타노 시레아가 세운 유벤투스 역대 최다 통산 경기 출장 기록인 552번을 돌파하였다. 4월, 그는 5번의 세리에 A 경기에서 7골을 기록했는데, 4-0으로 이긴 아탈란타 원정에서는 해트트릭까지 달성했다.
3-3으로 비긴 삼프도리아와의 2007-08 시즌 최종전에서는 2골을 추가했다. 최종전에서 2골을 추가한 델 피에로는 시즌 동안 21골을 기록하면서 동료 다비드 트레제게(20골)와 마르코 보리엘로(19골)을 제치고 화려한 경력을 이어오면서 처음으로 세리에 A 득점왕에 올라 "카포칸노니에레"(Capocannonieri)로 등극했고, 1997-98 시즌 이래 자신의 단일 시즌 리그 최다 득점 기록도 세웠다. 그는 2부와 1부에서 연달아  "카포칸노니에레"(Capocannoniere)에 오른 2번째 국내 선수로 이름을 올렸는데, 이 업적을 처음 세운 선수는 그의 유벤투스 선배이자 1982년 월드컵 우승 주역이었던 파올로 로시였다.(공교롭게도, 로시도 델 피에로와 마찬가지로 세리에 B "카포칸노니에레"에 오른 이듬해 세리에 A에서도 같은 업적을 달성했다) 7월 26일, 델 피에로는 가에타노 시레아 경력모범상을 탔다. 유벤투스는 세리에 A 2007-08 시즌을 3위로 마쳐 이듬해 챔피언스리그에 참가할 수 있게 되었다.
시즌 개막 전, 유벤투스의 클라우디오 라니에리는 델 피에로가 이번 시즌에 전 시즌처럼, 아니면 그보다 나은 시즌을 보낼 것이라 예상했다. 2008년 8월, 델 피에로는 유벤투스에서 불혹이 될 때까지 유벤투스에서 프로 선수로 활약할 것임을 밝혔다. 유벤투스는 레알 마드리드, UEFA컵 우승을 거둔 제니트 등과 함께 같은 조에 편성되었다. 델 피에로는 안방에서 제니트를 상대로 결승 프리킥 골을 기록하며 유벤투스의 챔피언스리그 복귀전을 승리로 장식했다. 10월 21일, 델 피에로는 토리노에서 열린 레알 마드리드와의 경기에서 인상적인 골을 성공시키며 2-1 승리를 견인했는데, 경기 종료 5분을 남기고 한방에 감아차기로 승리를 쟁취했다.

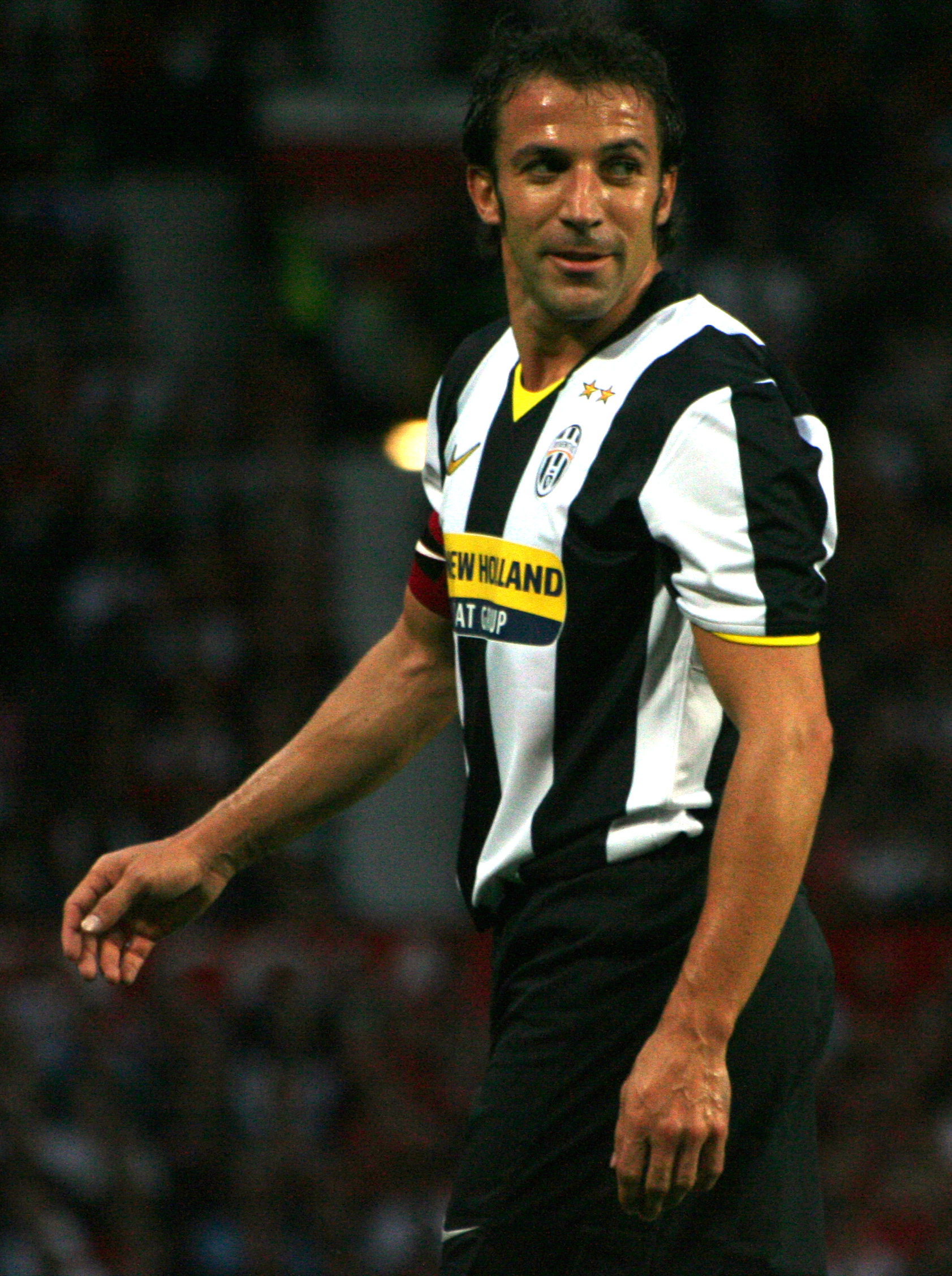
2008-09 시즌을 앞두고 유벤투스 경기에 출전한 델 피에로

2008년 11월 5일, 유벤투스는 레알 마드리드와의 산티아고 베르나베우 원정 챔피언스리그 경기에서 다시 맞붙었다. 이번에도 이탈리아 구단이 2-0으로 이겼는데, 유벤투스는 1962년 이래 마드리드 원정에서 첫 승을 챙겼고, 델 피에로도 이번에 2골을 넣으며 승리를 견인하고 라니에리 감독은 물론 적장 베른트 슈스터의 찬사를 받았다. 델 피에로는 이 경기에서 교체되어 나가면서 양측 지지자들의 기립박수를 받았다. 그러나, 유벤투스는 챔피언스리그에서 멀리 나가지 못했는데, 16강에서 첼시에 패퇴했다. 토리노에서 열린 2차전에서 페널티킥을 넣긴 했지만, 델 피에로 혼자서는 유벤투스가 합계 2-3 패를 막기에는 역부족이었다.
2008년 11월 29일, 델 피에로는 4-0으로 이긴 레지나와의 안방 경기에서 페널티킥으로 자신의 유벤투스 250호골을 기록했다. 유벤투스는 리그에서 밀란과 챔피언스리그 조별 리그 자동 진출권이 걸린 2위를 놓고 경쟁했다. 특히 델 피에로는 시에나와의 37번째 리그 경기에서 2번 골망을 흔들고 클라우디오 마르키시오의 3호골을 도우면서 홀로 3-0 승리를 견인했고, 소속 구단의 세리에 A 7경기 무승의 수렁에서 꺼냈다. 유벤투스는 이후 라치오를 2-0으로 이기고 2008-09 시즌에 밀란을 승자승 전적으로 제치며, 준우승으로 시즌을를 마감했다.
2009년 7월 17일, 델 피에로는 시즌 개막 전 핀촐로 훈련장에서 유벤투스와의 계약을 2011년 6월 30일까지 연장하면서, 프로 무대 활약을 본격적으로 전성기를 보낸 곳에서 마무리할 준비를 했다. 계약 연장에 대해 그는 "저는 우리 유벤투스가 경쟁력이 있다는 데 만족합니다. 저는 최대한 오래 활약하고 싶고 적어도 2년 동안 정상급으로 활약할 수 있으리라 장담합니다."라고 소감을 밝혔다. 2010년 2월 14일, 델 피에로는 445번째 세리에 A 경기에 출전해, 종전에 보니페르티가 세운 역대 최다 세리에 A 경기 출전 기록을 경신했고, 제노아를 상대로 2골을 작렬시키며 자축했다. 델 피에로는 유벤투스 역대 최다 득점자에 등극하며 시즌을 마감했는데, 통산 250골을 넣었고, 공식 경기에서 600번 이상 출전해 시레아의 역대 최다 출전 기록도 경신했다.
2010년 3월 14일, 델 피에로는 3-3으로 비긴 시에나와의 경기에서 300호, 301호골을 기록했는데, 이 2골 모두 경기 시작 7분 안에 터졌다. 2010년 10월 30일, 그는 세리에 A 179호골을 기록해 밀란전 2-1 승리를 이끌었고, 종전의 잠피에로 보니페르티가 세운 유벤투스의 세리에 A 역대 최다골 기록을 경신했고, 유벤투스 역대 최다 득점자로서의 기록을 한줄 더 썼다.<
2011년 2월 5일, 델 피에로는 칼리아리와의 경기에서 교체로 출전하며 유벤투스 역사상 최다 출전 선수로 등극했고, 종전의 유벤투스 전설 잠피에로 보니페르티가 세운 기록을 경신했다. 델 피에로는 당시 세리에 A 역대 최다 출전 3위로, 그보다 더 많은 경기에 출전한 선수는 하비에르 사네티와 프란체스코 토티뿐이었다. 2011년 5월 5일, 그는 1년 계약을 연장하며 유벤투스 경기장에서도 활약하게 되었다. 그의 종전 계약은 2011년 6월 30일에 만료될 예정이었다. 2011년 5월 24일, 델 피에로와 유벤투스 선수단은 올드 트래퍼드에서 맨체스터 유나이티드를 상대했는데, 이 경기는 전 잉글랜드 국가대표팀 수비수 게리 네빌의 헌정 경기였다. 델 피에로는 65분에 교체로 나가면서 맨체스터 유나이티드 관중들의 기립박수를 받았다.

### 유벤투스에서의 마지막 시즌과 무패우승(2011–2012)

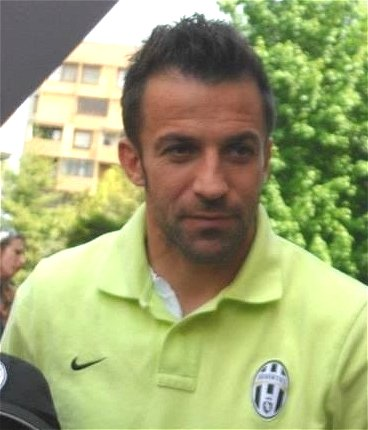
2012년 4월, 경기 전의 델 피에로

유벤투스는 2011년 10월 18일에 2011-12 시즌을 끝으로 델 피에로가 구단과 결별할 것임을 확정지었다. 안토니오 콘테 감독이 새로이 취임한 2011-12 시즌에 전 유벤투스 동료들은 로마에서 공격수 미르코 부치니치가 입단하고 나서 델 피에로의 출전 기회가 줄고, 교체 위주로 출전한 것을 목격했다. 유벤투스는 9월 11일에 안방에서 파르마를 상대로 시즌을 시작했는데, 델 피에로는 4-1로 이긴 경기에서 시모네 페페의 골을 도왔다. 델 피에로는 2012년 1월 24일에 3-0으로 이긴 로마와의 코파 이탈리아 8강전에서 유벤투스 경기장에서의 1호골을 기록했다. 그 시즌 말, 델 피에로는 안드레아 아녤리 유벤투스 회장이 그에게 새 계약을 제의하지 않은 점에 놀랍다는 반응을 보였다.
유벤투스의 밀란과의 코파 이탈리아 준결승 2차전에서 델 피에로는 영리하게 파고들어 2-2 무승부를 쟁취하고 합계 4-3으로 결승행을 이끌었다. 3월 25일, 델 피에로는 유벤투스가 인테르나치오날레를 2-0으로 꺾는 추가골이자, 2011-12 시즌 첫 세리에 A 득점을 성공시켰다. 4월 11일, 유벤투스와 라치오 간 경기에서 후반전에 델 피에로가 부치니치와 교체되어 들어가 유벤투스 700번째 경기를 치렀고, 뒤이어 프리킥으로 결승골을 작렬해 2-1 승리를 도왔다. 이 경기 승리로 유벤투스는 세리에 A 선두로 복귀했다.
5월 13일, 델 피에로는 아탈란타와의 유벤투스 리그 최종전에 출전했는데, 이 경기에서 득점을 기록하며 구단의 통산 28번째 세리에 A 우승을 자축했다. 경기 시작 27분 후, 델 피에로는 페널티 구역 귀퉁이에서 공을 잡아 조르조 프레촐리니를 넘겨 차넣어 2-0으로 앞서나가는 추가골을 기록했고, 유벤투스는 세리에 A 시즌을 무패로 마감했다. 그가 59분에 교체되어 나갈 때 양측 선수들과 지지자들은 감격적인 반응을 보였는데, 그는 경기장을 한 바퀴 돌아 자축했다. 이 경기는 알레산드로 델 피에로의 유벤투스에서 출전한 마지막 세리에 A 경기였다.

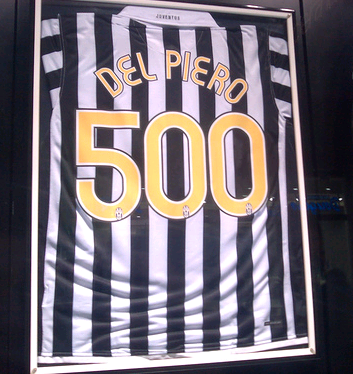
델 피에로의 500번째 유벤투스 경기 출전을 기념하는 유니폼

델 피에로의 유벤투스 고별전 경기는 5월 20일에 열린 나폴리와의 코파 이탈리아 결승전으로, 이 경기에서 나폴리에 0-2로 패했다. 델 피에로는 67분에 부치니치와 교체되어 들어가 마지막으로 유벤투스 유니폼을 입었다. 그는 유벤투스와 나폴리 지지자들 양측 모두로부터 기립박수를 받았다. 경기 후, 그는 유벤투스에서의 19년 여정을 마쳤음을 다시 알렸고, 바로 은퇴하지 않을 것임을 덧붙였다. 이후, 그는 구단을 떠나 자유로이 이적하게 되었다. 델 피에로는 유벤투스에서 통산 역대 최다인 705번의 경기에 출전해 역대 최다인 통산 290골도 넣었으며 134번의 도움도 달성했다. 그는 세리에 A에서 토리노 연고 구단 소속으로 478번의 세리에 A 경기에 출전해 188골을 기록하고 105번 득점을 도왔다. 앞의 기록들 외에도, 델 피에로는 유벤투스의 챔피언스리그 역대 최다 득점 선수이자 부폰에 이어 2번째로 가장 많은 경기에 출전한 선수이기도 했으며, 이 대회에서 92번의 경기에 출전해 44골을 넣었다. 그는 유벤투스의 유럽대항전 역대 최다 출전 및 득점 선수로 125번의 경기에서 50골을 기록했고, 국제대항전에서는 131번의 경기에서 54골을 넣었다. 수페르코파 이탈리아나에서는 6경기에서 3골을 넣었다. 그는 세리에 B에서 21골을 기록해 구단의 2부 리그 최다 득점자이며, 코파 이탈리아에서 25골을 기록해 피에트로 아나스타시 다음으로 이 대회에서 2번째로 많은 득점을 올렸다. 델 피에로는 주세페 시뇨리와 알베르토 질라르디노와 함께 세리에 A 역대 최다 득점 9위에 올라 있으며, 사뮈엘 에토, 안드리 셰우첸코, 그리고 카를로스 테베스와 함께 수페르코파 이탈리아나 역대 최다 득점자로 이름을 올렸다. 2023년 4월을 기준으로, 그는 42골로 챔피언스리그 역대 최다 득점 17위에 올라 있다.
델 피에로는 이사진이 그의 업적을 기려 등번호 10번을 영구 결번 처리하는 것에 대해 "저는 오랜 기간 이 유니폼을 입었기에 영구 결번 처리하고 싶지 않고, 그리함으로써, 모든 꿈나무들이 언젠간 입을 것이라 꿈꿀 수 있을 겁니다"라고 반대했다. 6월 30일, 델 피에로는 유벤투스 지지자들에게 20년 가까이 지지해준 데에 다음과 같이 기재된 감사 편지를 보냈다: "무엇보다도 우선적으로 지지자들 당신이 유벤투스의 대표자입니다. 제가 사랑했고, 원했고, 존중했으며, 앞으로도 항상 사랑할 이 유니폼이 ... 내일부터 저는 더 이상 유벤투스 선수가 아니겠지만, 저는 항상 당신들과 함께하겠습니다. 이제 새 여정이 시작되는데, 저는 19년 전처럼 열정이 타오릅니다"

### 시드니(2012–2014)

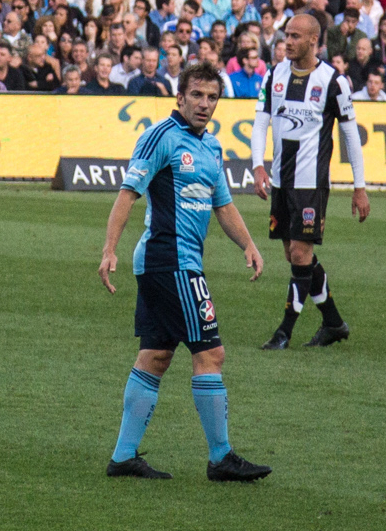
2013년 시드니에서 활약하는 델 피에로

2012년 9월 5일, 델 피에로는 시드니와 2년 계약을 맺었다. 그는 2년 동안 매년 AU$3.5M을 받게 되어 오스트레일리아 역사상 최고 연봉 선수로 등극했다. 델 피에로는 시드니 입단 전 리버풀 제의도 받았지만, 에젤의 악몽때문에 입단할 수 없었다고 밝혔다.
시드니에 입단하면서 델피에로는 "제게 특별한 날입니다. 저는 시드니와 2년 계약을 맺어서 기쁩니다. 지금은 축구의 저변을 넓히기 위해 힘을 보탤 수 있는 이역만리에서 현역으로 계속 활동하기 원하는 제게 매우 중요한 순간입니다."라고 소감을 말했다. 시드니 입단 절차가 끝난 후, 유벤투스는 전 주장에게 행운을 비는 회신을 했다. 프란체스코 토티와 필리포 인차기 또한 그의 이적에 아쉬움을 표명했다.
스콧 밸로 시드니 회장은 "알레산드로 델 피에로의 영입은 이 구단의 일대 순간이며, 우리는 오스트레일리아 축구사에 한 획을 그었다고 생각하며, 계약을 자세히 되짚고 싶지는 않지만, 이는 오스트레일리아 프로 스포츠 역사상 최대 규모의 계약이고 통계치는 오차를 크게 벗어나지 않는 것으로 보입니다"라고 말을 이었다.
벤 버클리 오스트레일리아 축구 연맹 수석 행정가는 오스트레일리아 축구 발전에 경제적으로도 기술적으로도 결정적인 순간이 될 것이라 평했다. 이언 크룩 시드니 감독은 델 피에로를 중심으로 공격진을 꾸려 전두지휘할 것이라며 "우리는 다시 바퀴를 발명할 것이 아닙니다. 그는 19년 동안 다섯 손가락에 손꼽히는 구단에서 9번이나 10번으로 뛰었습니다. 우리는 계획을 수정하지 않을 것입니다"라고 덧붙였다. 제프 블라터 국제 축구 연맹장 또한 델 피에로가 새 소속 구단에서 번창하기를 기원했다.
2012년 10월 6일, 델 피에로는 0-2로 패한 웰링턴 피닉스와의 원정 경기에서 A-리그 신고식을 치렀다. 10월 13일, 그는 시드니에서의 첫 안방 경기인 뉴캐슬 제츠와의 경기에서 프리킥으로 첫 골을 기록했지만, 2-3 패배로 빛이 바랬다. 뉴캐슬 제츠와의 경기에서 히어로-캠 기술을 통해 델 피에로의 경기를 한 카메라로 추적할 수 있는 기술이 사용되었다. 10월 20일, 델 피에로는 웨스턴 시드니 원더러스와의 경기에서 1-0 결승골을 뽑아내면서 시드니 더비 초대 경기의 1호골 득점자로 역사에 이름을 남겼다.

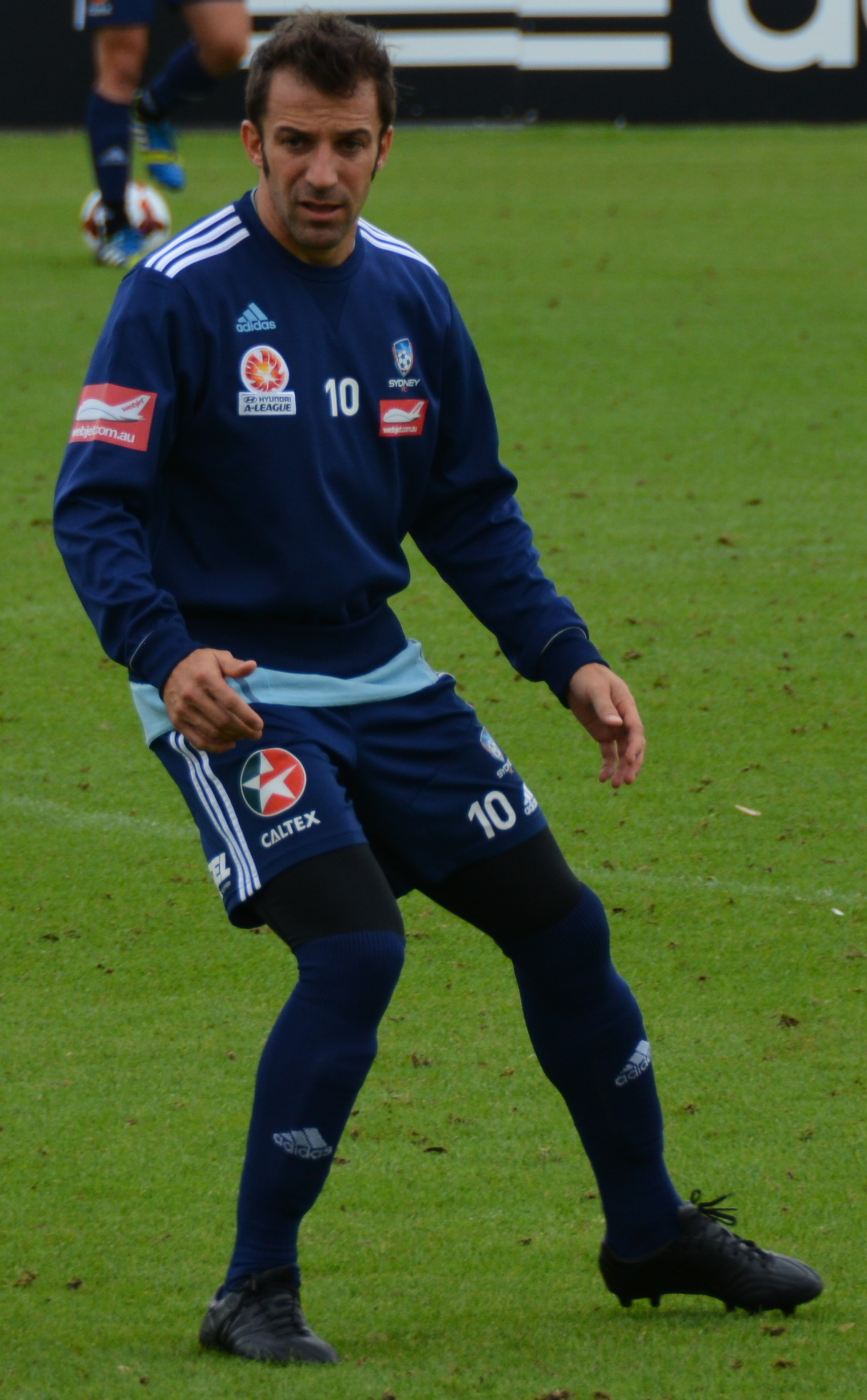
2014년, 시드니 훈련의 델 피에로

2013년 1월 19일, 델 피에로는 7-1으로 이긴 웰링턴 피닉스와의 경기에서 4골을 넣고 1도움도 적립하면서 7-1 대승을 견인했다. 이 경기에서 델 피에로는 현역 무대에서 처음으로 3골 넘게 득점했고, 교체로 나가면서 지지자들의 기립박수를 받았다. 2월 10일, 델 피에로는 2-1로 이긴 브리즈번 로어와의 안방 경기에서 11호골을 득점해 2-1 승리를 견인했고, 단일 시즌 최다골 기록을 경신했다. 24경기 출전 14골로 기록을 경신했지만, 델 피에로는 시드니를 시즌 말 플레이오프전에 올려놓지 못했다. 2월 21일, 델 피에로는 2014년까지 계약을 연장했다.
델 피에로는 2013-14 시즌에 시드니의 주장을 맡았다. 2013년 10월 11일, 델 피에로는 2013-14 시즌 A리그 개막전에서 선제골을 넣고, 조엘 치아네세의 골을 도와 뉴캐슬 제츠를 상대로 2-0 완승을 거두었다. 알레산드로는 2013-14 시즌에 시드니 경기에서 10골을 기록해, 시드니 골든 부트를 받았다. 델 피에로는 시드니를 시즌 말 결선에 올렸고, 2014년 4월 13일에 열린 정규 시즌 최종전에서 두 골을 모두 도우며 퍼스 글로리와의 안방 경기를 2-1로 이겼고, 이후 시드니와의 계약이 만료되며 구단을 떠났다. 그의 시드니 고별전은 도클랜즈 경기장에서 1-2로 패한 멜버른 빅토리와의 4월 18일 최종 예선전 경기로, 기 핑클러에게 추가 시간 결승골을 헌납하며 석패했다.
2014년 8월 10일 일요일, 델 피에로는 현대 A-리그 올스타 선수단의 주장을 맡아 55,000명이 웅집한 시드니의 ANZ 경기장에서 20년 가까이 활약한 친정 구단 유벤투스를 상대했다. 델 피에로는 63분에 데이비드 윌리엄스와 교체되어 나가면서 기립박수를 받았다.
2015년 4월, 델 피에로는 시드니의 근래 10년의 선수단과 아시아 축구 연맹 근래 10년의 선수단 일원으로 뽑혔다.

### 델리 다이너모스(2014)
2014년 8월 23일, 인도의 델리 다이너모스가 인도 슈퍼리그 첫 시즌에 델 피에로와 협상을 벌인 것으로 보도되었다. 그의 형, 스테파노 델 피에로도 "앞서 몇 주동안, 우리는 인도 외에도 여러 나라 구단의 제의를 받았습니다. 알레산드로의 영입에 관심을 밝힌 곳이 많았습니다."라고 언급했다. 2014년 8월 28일, 그는 델리 연고의 구단과 4개월 계약을 맺으며 공식적으로 입단했다. 그는 인도 축구 역사상 최고 급여를 받는 선수로 기록된 것으로 알려졌다.
델 피에로는 0-0으로 비긴 푸네 시티와의 10월 14일 경기에서 델리 다이너모스 첫 경기를 전 유벤투스 동료 다비드 트레제게와 치렀다. 12월 9일, 델 피에로는 처음이자 마지막으로 델리 다이너모스에서 득점을 신고했는데, 그는 프리킥으로 골을 넣어 첸나이와의 경기를 2-2 무승부로 끝냈다. 델 피에로는 시즌 말까지 10번의 경기에 출전했고, 델리 연고 구단은 5위로 시즌을 마감해 승점 1점 차이로 플레이오프전 진출이 좌절되었다.

### 은퇴
2015년 10월, 1년 가까이 새 소속 구단을 물색하지 못한 델 피에로는 프로 무대에서 은퇴를 공식 선언했고, 이후 감독일을 맡을 관심도 나타냈다.

## 국가대표팀 경력

### 유로 1996과 1998년 월드컵(1995–1998)
델 피에로는 91경기에 출전해 27골을 기록해 이탈리아 국가대표팀의 역대 최다 득점 4위에 이름을 올리고 있고, 이 중 2골은 델 피에로가 12번의 월드컵 경기 중에 넣었고, 1골은 13번의 유럽 선수권 대회 중에 기록했다. 그는 엔리코 키에사와 더불어 교체로 투입한 경기에서 가장 많은 득점(5골)을 올린 이탈리아 국가대표팀 선수이기도 하다. 델 피에로는 앞서 이탈리아 U-21 국가대표팀 일원으로도 12번의 경기에 출전해 3골을 넣었고, 1996년 U-21 유럽 선수권 대회에서도 8강전에 출전해 우승에 일조했다. 1995년 3월 25일, 그는 4-1로 이긴 에스토니아와의 유로 1996 예선전 경기에서 아리고 사키의 부름을 받아 성인 국가대표팀 신고식을 치렀다. 델 피에로는 4-0으로 이긴 리투아니아와의 또다른 유로 1996 예선전 경기에서 국가대표팀 1호골을 넣어 4-0 승리를 도왔다. 그의 첫 국가대항전 주요 대회는 유로 1996이었는데, 그는 2-1로 이긴 러시아와의 1차전 경기에서 등번호 14번을 달고 좌측 미드필더로 전반에 출전했고, 후반 시작과 함께 로베르토 도나도니와 교체되어 나갔고, 나머지 경기에 결장했다.
이듬해, 델 피에로는 체사레 말디니 감독의 부름을 받아 이탈리아 국가대표팀 일원으로 1997년 6월 3일부터 11일까지 진행된 "투르누아 드 프랑스"에 참가했다. 델 피에로는 3-3으로 비긴 브라질전에서 2골을 기록했고, 프랑스와의 경기에서는 90분에 페널티킥으로 골망을 흔들어 총 3골로 대회 득점왕에 올랐지만, 이탈리아는 대회를 최하위로 마감했다.
델 피에로는 유벤투스 소속으로 1998년 챔피언스리그 결승전에 출전해 부상을 당하고 재활하는 와중에 지지자들의 가장 높은 기대를 받은 로베르토 바조와 주전 공격수 자리를 놓고 1998년 월드컵에서 경쟁했다. 델 피에로는 2-2로 비긴 칠레와의 조별 리그 첫 경기에 결장했고, 그의 자리는 바조가 메꿨다. 그는 뒤이어 3-0으로 이긴 카메룬과의 조별 리그 2차전 경기에서 등번호 10번을 달고 바조와 후반전에 교체되어 들어가 크리스티안 비에리의 쐐기골에 일조했다. 델 피에로는 오스트리아와의 조별 리그 최종전에서 처음으로 선발 출전해 비에리의 선제골을 프리킥으로 도왔고, 2-1 승리로 조 1위를 차지해 16강에 전 대회 우승국 브라질을 피할 수 있었다. 그는 이 경기 후반전에서 바조와 교체되어 나갔다. 이탈리아는 노르웨이를 1-0으로 제압하고 8강에 올라갔는데, 델 피에로는 이 경기에서도 비에리와 함께 선발로 출전했고, 77분에 엔리코 키에사와 교체되어 나갔다. 그러나, 이탈리아는 개최국이자 나중에 우승을 차지하는 프랑스와 0-0으로 비기고 승부차기로 무릎을 꿇었다. 델 피에로는 이 경기에서의 활약상에 질타를 받았고, 후반전에 다시 바조와 교체되어 나갔다.

### 유로 2000 준우승과 이후의 시련(1998–2004)

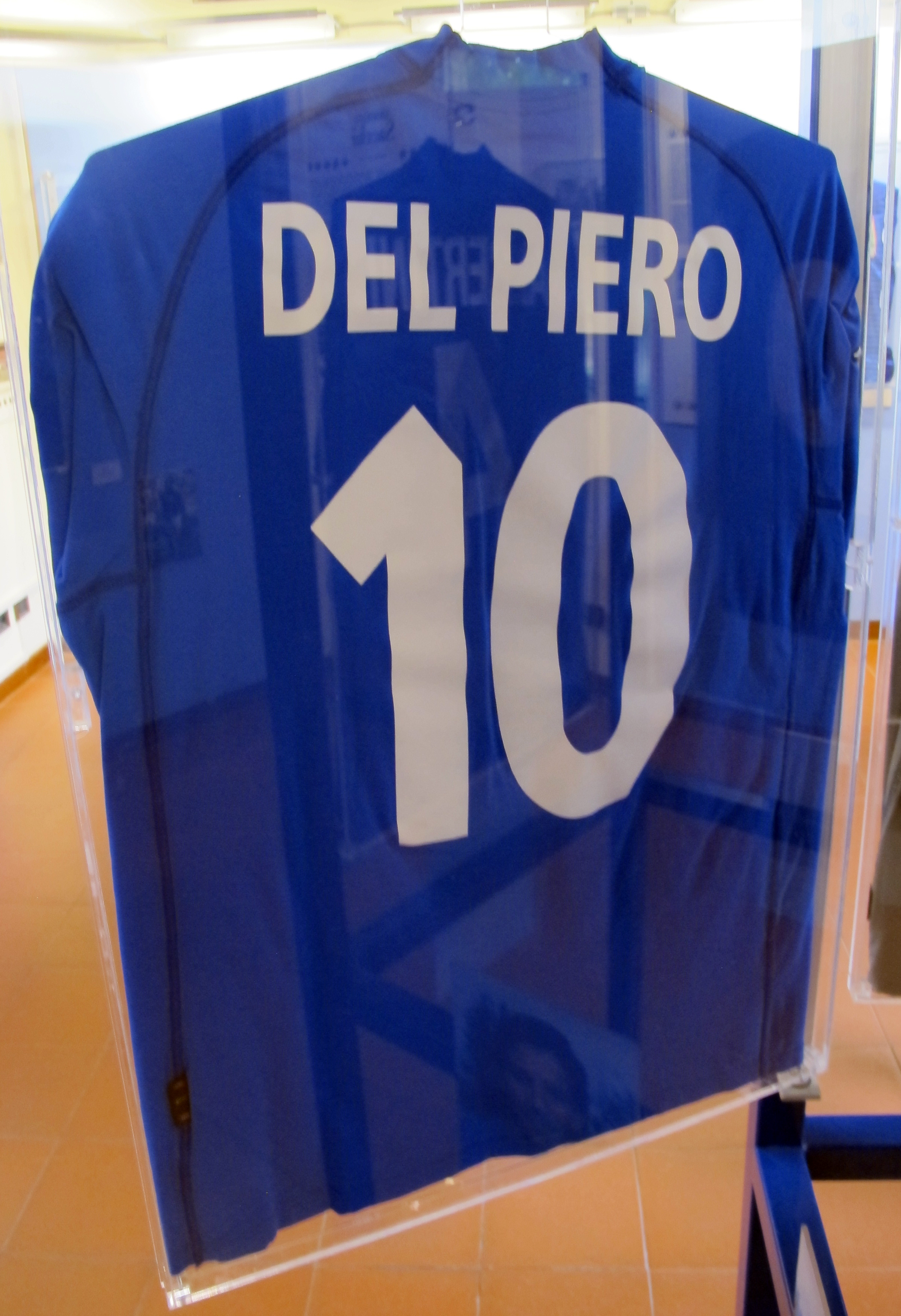
델 피에로가 유로 2000 당시 입었던 카파제 유니폼

델 피에로는 디노 초프 감독의 부름을 받아 유로 2000 본선에 참가해 결승전까지 올라갔다. 델 피에로는 비록 주로 프란체스코 토티와 스테파노 피오레의 후보 선수로 기용되었으나, 대회 전 경기에 등번호 10번을 입고 나왔다. 6월 11일, 델 피에로는 2-1로 이긴 튀르키예와의 B조 1차전 경기에서 30분에 피오레와 교체 투입되어 프리킥으로 위쪽 골대를 강타했다. 델 피에로는 스웨덴과의 조별 리그 최종전에 선발로 출전해 두 선수를 제치고 골문 앞으로 쇄도한 뒤 왼발로 위쪽 구석을 적중시켜 결승골을 기록했다. 같은 경기에서 델 피에로는 루이지 디 비아조의 골을 코너킥으로 연결하기도 했다. 델 피에로는 공동 개최국 네덜란드와의 경기에서 이탈리아의 선발 명단에 이름을 올려 한 경기 더 선발로 출전했는데, 이탈리아는 연장전 끝에 0-0으로 비기고 승부차기로 결승에 진출했다. 그는 결승전에서 후반에 교체로 투입해 결정적인 득점 기회를 2번이나 날리면서 프랑스와의 경기에서 연장전 끝에 1-2로 패한 원흉으로 지목되어 이탈리아 언론의 맹비판을 받았다.
델 피에로는 유벤투스에서 "방패"를 달고 조반니 트라파토니 감독의 부름을 받아 2002년 월드컵에 참가하며 다시 국제 대회에 참가했다. 그는 헝가리와의 경기에서 결승골을 기록해 예선전 통과를 확정하고 본선 무대를 밟았다. 델 피에로는 에콰도르와의 조별 리그 1차전에서 교체로 출전한 뒤 잠시 이탈리아의 주장 완장을 차기도 했다. 그는 멕시코와의 조별 리그 최종전에서 교체로 들어간 즉시 머리로 동점골을 기록해 이탈리아가 조별 리그에서 탈락하는 불상사를 막을 수 있었다. 극적인 16강 진출을 이끈 골에도 불구하고, 뒤이어 16강전에서 대한민국과의 경기에 토티와 비에리와 함께 나란히 선발로 출전했지만, 골든골로 치욕적인 탈락을 당했다.
델 피에로는 유로 2004 예선전 경기에 6번 출전해 5골 기록했고, 포르투갈에서 열린 유로 2004 본선에서 이탈리아 국가대표 선수로 참가했다. 델 피에로는 3경기에 모두 출전했는데, 이 중 불가리아에 승리한 이탈리아의 조별 리그 최종전에서는 주장 완장을 차고 뛰었고, 카사노가 추가 시간에 결승골을 집어넣었지만, 이탈리아는 스웨덴, 덴마크와 승점 5점으로 3개국이 동률인 가운데 상대 전적에서 밀리며 조별 리그에서 탈락했다.

### 월드컵 우승과 그 후(2004–2008)

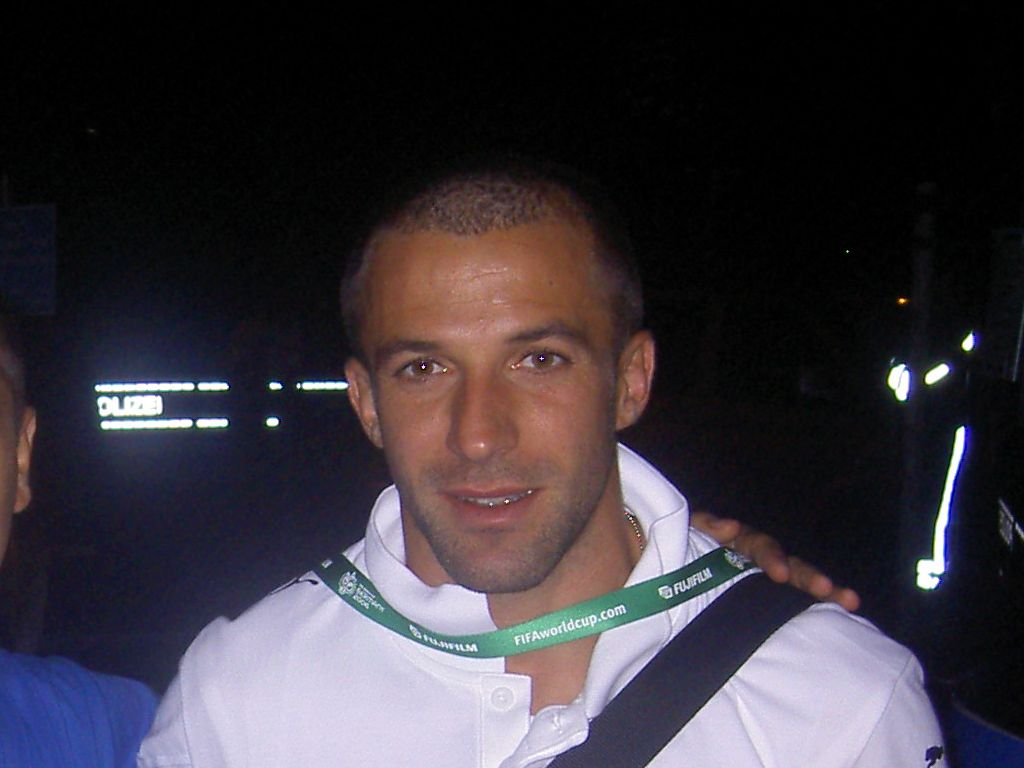
2006년 월드컵에서 이탈리아가 독일과의 준결승전에서 승리한 직후에 촬영된 델 피에로

델 피에로는 마르첼로 리피 감독의 부름을 받아 2006년 월드컵에 참가했는데, 5번의 경기에 출전했으며, 조별 리그에서는 3경기 중 2번 출전했다. 그는 1-0으로 이긴 오스트레일리아와의 16강전에 처음으로 선발 출전했다. 7월 4일, 델 피에로는 독일과의 준결승전에서 연장전 막판에 2-0으로 앞서나가는 이탈리아의 쐐기골을 득점했다. 프랑스와의 결승전은 연장전 끝에 1-1로 끝났는데, 델 피에로는 승부차기 주자로 나서 골망을 흔들었고, 이탈리아는 대회 통산 4번째 우승을 달성했다. 그는 어린 시절 꿈이 월드컵 우승이었음을 밝혔다.
2008년을 기준으로 델 피에로는 이탈리아 국가대표팀 경기에 7번 주장 신분으로 출전했다.(유로 2008 본선 포함) 그는 말디니와 초프 감독 임기에 주로 10번을 입었지만, 유로 2000을 기점으로 토티에게 넘기고 2002년 월드컵부터 현역 시작할 때 달았던 등번호 7번을 받았다. 비록 델 피에로가 양보한 등번호 10번은 2007년 7월에 토티가 국가대표팀에서 은퇴하면서 공석이 되었지만, 델 피에로는 등번호 10번을 도로 가져가는데 관심이 없다고 선을 그었고, 등번호 7번을 달고 뛰는 데 만족한다고 말했다. 5월, 그는 오스트리아와 스위스에서 열린 유로 2008에서 다시 여론에 힘입어 로베르토 도나도니 감독이 이끄는 국가대표팀에 9개월 만에 복귀했고, 파올로 말디니에 이어 7번의 주요 대회에 참가한 선수가 되었다.(유로 1996, 2000, 2004, 2008 / 월드컵 1998, 2002, 2006)
비록 델 피에로는 유로 2008에서 후보 선수로 기용되었지만, 그는 루마니아와의 조별 리그 2차전에서 주장 완장을 차고 선발로 출전했다. 앞서 그는 네덜란드와의 1차전에서 기대이하의 활약을 펼치는 안토니오 디 나탈레와 교체되어 들어가 분위기를 반전시키며 문전을 노렸다. 그러나, 경기의 판도를 뒤집기에는 역부족이었고, 이탈리아는 이 경기를 0-3으로 완패했다. 이탈리아는 루마니아와 프랑스를 제치고 조 2위로 네덜란드와 함께 조별 리그를 통과했다. 델 피에로는 나중에 우승을 차지한 스페인과의 8강전에서 연장전에 교체로 출전했고, 결과는 0-0으로 비기고 승부차기에서 2-4로 무릎을 꿇었다.
2008년 8월 20일, 델 피에로는 오스트리아와의 친선전에서 리피 감독의 지도 하에 90번째 이탈리아 국가대표팀 경기를 치러, 이탈리아 국가대표팀에서 역대 5번째로 국가대표팀 경기 출전 90경기를 돌파한 선수가 되었다. 그는 비록 불혹까지 현역으로 활약할 의사를 밝혔지만, 델 피에로는 리피의 2010년 월드컵 최종 명단에서 빠졌다. 델 피에로의 마지막 국가대표팀 경기는 2-0으로 이긴 조지아와의 2008년 9월 10일 2010년 월드컵 예선전 경기였다. 그는 이 경기에서 56분에 디 나탈레와 교체되어 들어가 다니엘레 데 로시의 추가골을 도왔다.
2013년, 체사레 프란델리 이탈리아 국가대표팀 감독은 델 피에로를 2014년 월드컵 명단에 포함하는 것을 검토한다고 언급했지만, 델 피에로는 결국 브라질에서 열린 대회 본선의 이탈리아 선수단 명단에 이름을 올리지 못했다.

## 선수 특징

### 경기 방식
"[델 피에로는] 지단과 다르다. 그는 자기 마음이 내키는 대로 경기를 치르는 것을 선호한다. 그와 프랑스 선수 중에서 선택하자면, 나는 그를 고를 것이다."
델피에로는 창의적인 경기 방식, 골을 노리는 시선, 우아함, 그리고 기술력이 결합한 선수로, 이탈리아에서 "몽상가"(fantasista)로 알려져 있다. 그는 근면하게 경기에 임하며 공격에 창의성을 불어넣어, 많은 골을 돕거나, 스스로 골문을 열어, 단순한 "골 사냥꾼"과 대척점을 이룬 선수로 평가받았다. 델 피에로는 이러한 경기 방식, 연계력, 1대2 대응력을 극대화할 수 있으며, 자신이 가장 선호하는 지원형 공격수를 맡았고, 역동적이고, 마무리가 깔끔해 전방 어디든 맡을 수 있는 전술적으로 다재다능한 공격수로서 현역 시절에 많은 골을 넣은 공격수로도 이름을 날렸다. 그는 주로 미드필더와 스트라이커 중간의 "3/4부"(trequartista)에 플레이메이커형 공격 미드필더를 맡아 시야, 공넘김, 공 제어, 공몰이(특히 1대1 상황) 능력을 극대화할 수 있지만, 그는 반복해서 이 역할을 선호하지 않는다고 밝혔다. 이로 인해, 델 피에로의 전 유벤투스 동료이자 감독이었던 디디에 데샹은 2006년에 미셸 플라티니가 앞서 로베르토 바조의 역할을 설명할 때처럼, 델 피에로가 공격수(전통적으로 등번호 9번을 단다)와 공격형 미드필더(전통적으로 등번호 10번을 단다) 사이, 후방 공격수로 배치되는 그의 특징을 착안해 "9.5"번이라고 수식했다. 델 피에로는 이 자유로운 역할을 맡아 측면으로 빠지거나 안쪽으로 쇄도해 주발인 오른발로 골망을 조준하기도 했다. 델 피에로는 기술적, 공격적, 창의적 역량 외에도 양발을 모두 잘 다루는 것은 물론 수비에서도 효율적이며, 공배급도 정확했다.

### 위상과 평가
델 피에로는 선수들, 평론가들, 그리고 감독들로부터 당대 손꼽히는 위대한 선수로 평가되었고, 역대 이탈리아 최고의 선수로도 거론되었다. 그는 몇몇 평론가로부터 유벤투스 역대 최고의 선수로 꼽히기도 했다. 유소년부 시절부터 일찍이 축구에 두각을 나타낸 델 피에로는 리피의 4-3-3 배치 형태에서 노련한 비알리, 바조, 그리고 라바넬리와 함께 "삼각편대"를 맡아 스트라이커로 배치되거나 좌측의 외곽 공격수를 맡았다. 지단이 입단하고 중원 전방의 플레이메이커를 맡으면서, 유벤투스는 4-4-2로 배치 형태를 변경했고, 델 피에로는 더 앞쪽의 공격적인 스트라이커로, 크리스티안 비에리나 이후의 인차기와 최전방을 맡아 정통 공격수를 보조하고, 속속들이 파고드는 공격수로 제 역할을 했다. 폭발적인 주력, 판단 속도, 우아함, 그리고 민첩성이 1998년 부상 이후 떨어지면서, 델 피에로는 근육 강화 훈련을 받아 보다 창의적인 역할을 맡아, 안첼로티 감독의 임기에 3-4-1-2 대형에서, 플레이메이커 지단과 조합하여, 자유로운 역할로 공격형 미드필더 앞과 주포 인차기 뒤에 섰다. 비록 그는 일부 언론으로부터 부상 후 득점력이 떨어지면서 잠재력을 발휘하지 못한다는 비판을 받았지만, 그는 창의적인 공격으로 골을 돕는 역할로 성공적으로 전향했다. 유벤투스의 경기 방식은 리피의 감독직 2기가 2001년에 선발진이 바뀌면서 크게 바뀌었는데, 델 피에로는 지단의 대체자로 입단한 네드베드가 자유로이 창의적인 미드필더나 좌측을 맡으면서, 유동적인 4-4-2 배치 형태에서 지원형 공격수로, 트레제게 뒤에 섰다. 그는 카펠로와 그 이후의 감독 지도 하에도 유사한 역할을 맡았고, 주포로서 보다 공격적인 역할을 간혹 맡기도 했지만, 나이가 들면서 교체로 투입되는 일이 더 많아졌다. 델 피에로는 현역 시절 간혹 4-4-2 배치 형태에서 측면을 맡기도 했는데, 사키 감독 하의 이탈리아 국가대표팀에서 이 역할로 출전했었다.
델 피에로의 유망주 시절 세계구급 활약상과 1998년 경력의 큰 위기를 불러온 중상 이후 업적을 재현하려 노력하는 모습이 대비를 이루면서, 로베르토 베칸티니는 델 피에로의 "트레카니"(Treccani) 문서에서 "델 피에로는 두 종류가 있었다: 한 종류는 대적할 수 없으며, 잊을 수 없는 득점을 성공시키고 놀라운 골을 돕는 "몽상가"(fantasista)이며, 다른 한 종류는 제만이 기량 강화 약물을 사용했다 주장처럼 것과, 1998년 11월 8일 우디네에서 왼쪽 무릎 중상 후 고군분투하며 1997-98 시즌에 개인 최다인 21골을 기록한 것에서 1999-2000 시즌에 경기 정상 진행 상황에서 1골만 넣을 정도로(페널티킥까지 합치면 8골) 몰락한 자였다"라고 저술했다. 이 기재 내용에서 델 피에로는 유벤투스에서 활약으로 이탈리아와의 국가대항전에도, 특히 주요 국제 대회에서 영광을 재현하기 위해 힘썼다. 이러이 부상으로 허덕이는 와중에, 델 피에로는 오랜 기간 현역 생활을 이어나가, 언론으로부터 골을 꾸준히 넣고 30대 말에도 정상급 기량을 유지하며 쟁쟁한 이들 가운데 우뚝 섰다. 재능과 축구 역량 외에도, 델 피에로는 유벤투스에서 지도자의 품격을 보여주며 찬사를 수 차례 받았고, 내성적인 성격에도 불구하고 구단의 주장직을 역임했다. 그는 언론으로부터 신사적인 경기를 펼치고 경기장에서 올곧은 행동을 보인 것으로 찬사를 받기도 했다.

### 맞춤 전술
"델 피에로[는 최고의 이탈리아 선수입니다.], 그와 동갑인 저도 그의 경력을 비슷하게 따라갔습니다."
델 피에로는 직접 프리킥과 페널티킥(페널티킥으로 62골 성공) 전문가로도 알려져 있다. 그는 세리에 A 역사상 최다 페널티킥 득점에서 프란체스코 토티와 로베르토 바조에 이어 3위에 이름을 올렸는데, 61번 주자로 나서서 50번 골망을 흔들었다. 델 피에로 특유의 프리킥 기술은 벽을 높이 넘기는 감아차기로, 급격하게 골문 상단으로 꺾여 들어갔다. 델 피에로는 로베르토 바조와 유벤투스에서 한배를 탔을 때, 훈련 중에 바조가 맞춤 전술에서 전개를 하는 모습을 유심히 지켜보고 연구한 것이 비결이었다고 짚었고, 그가 가장 선망했던 플라티니의 프리킥 기술로부터 영향을 받았다. 물론, 델 피에로는 토리노 구단에서 유망주 신분이었던 시절에도 프리킥 기술이 그 프랑스 선수와 비교되었는데, 그는 골문 약 20미터 앞에서 동료가 공을 먼저 건들기 전에 직접 차넣기를 선호했다. 델 피에로는 모든 대회를 통틀어 이탈리아에서 프리킥으로 가장 많은 득점을 성공(52골, 소속 구단에서 46골, 이탈리아 국가대표팀에서 6골)시킨 선수이기도 하다. 그는 22골로 세리에 A 프리킥 역대 최다 득점 3위에도 올라 있는데, 안드레아 피를로와 시니샤 미하일로비치만 그보다 더 많은 프리킥 득점에 성공했다.

### "델 피에로의 골과 영역"
축구 매체에서는 "델 피에로의 골"(Gol alla Del Piero)을 측면에서 공을 몰아 가운데로 쇄도한 뒤 문전 영역 밖에서, 정확히 감아 발등으로 던지듯 반대편 위쪽 골 구석으로 선수의 주발로 차 넣는 골로 정의하고 있다. 그와 유사하게, 경기장에서 델 피에로의 골을 넣을 수 있는 위치를 매체에서는 "델 피에로의 영역"(Zona Del Piero)으로 수식한다. 이는 델 피에로가 리피 감독의 임기 처음 2년 동안, 특히 유벤투스가 1995-96 시즌에 챔피언스리그를 우승할 때 이 위치에서 델 피에로의 골을 공격 전개 상황이나 맞춤 전술로 좌측에서 쇄도해 오른발로 성공시킨 데에서 유래했다. 델 피에로는 현역 시절동안 계속해서 비슷한 방식으로 득점에 성공했고, "델 피에로의 골"이라는 표현은 다른 선수들이 비슷한 방식으로 골을 성공시킬 때에도 동일하게 수식되었다.

### 기쁨짓
델 피에로는 말년에 득점할 때 지지자들이 있는 경기장 한 편으로 양 팔을 벌리고 혀를 빼꼼 내밀고 마이클 조던처럼 자축했는데, 주먹을 불끈 쥐고 공중으로 뛰어오르거나, 관중들에게 열정적으로 연호하며 무릎으로 미끄러졌다. 델 피에로는 제니트와의 2008년 챔피언스리그 경기에서 공중제비를 도는 기쁨짓을 선보이기도 했고, 몇몇 경우에는 득점하고 하늘 위를 손가락으로 가리키며, 2000-01 시즌 바리전이나 2002년 월드컵 멕시코전 득점 후처럼 작고한 부친에게 골을 바치기도 했다.

## 축구 외

### 사생활

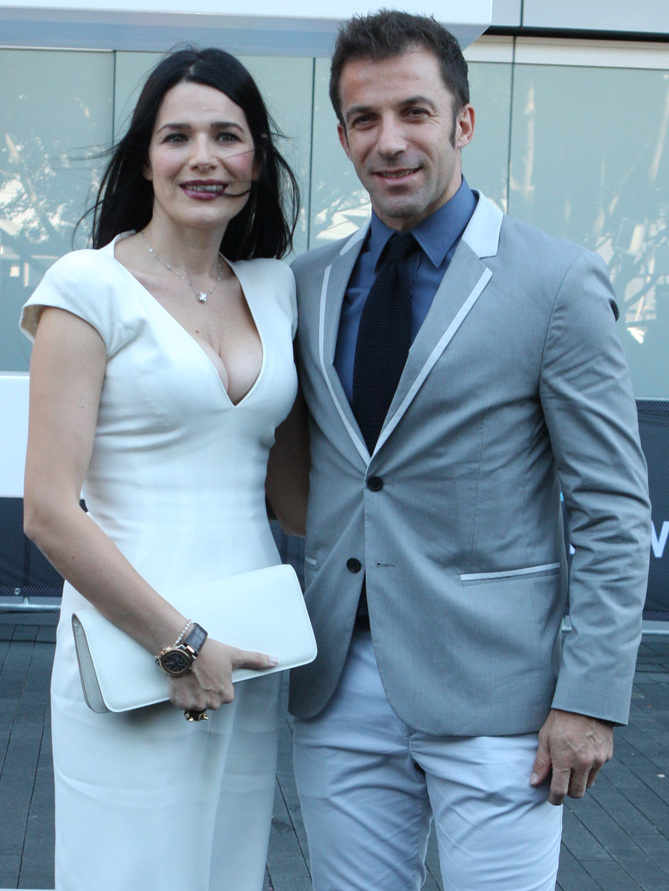
2013년, 시드니의 ARIA 음악 시상식에서 촬영된 알레산드로 델 피에로와 그의 배우자 소니아 아모루소 여사

델 피에로는 소니아 아모루소와 1999년부터 교제하기 시작하여 2005년에 결혼했다. 둘 사이에 장남 토비아스(2007년생), 딸 도로테아(2009년생), 그리고 막내 아들 사샤(2010년생)로 3명의 자식을 두었다.
2006년 동계 올림픽의 성화가 토리노에 처음 도달했을 때, 델 피에로가 봉송했다. 그는 축구 외에도 다른 종목에도 관심을 두었는데, 특히 농구에 관심을 보여, 축구 외 영역에서도 지지자를 두게 되었다. 전미 농구 협회의 거성 스티브 내시와 사이클 선수 에디 메르크스가 스스로 델 피에로의 지지자임을 밝혔다.
델 피에로는 음악에도 큰 관심을 보였다. 그도 음반을 자작하기도 했다. 델 피에로는 이탈리아가 월드컵을 우승한 직후 마르코 마테라치와 함께 밀라노에서 롤링 스톤스 공연을 직관했다. 그는 해체된 오아시스의 일원 노엘 갤러거와도 친분이 있다. 델 피에로는 안토니 스키트와 함께 오아시스의 "주여 저를 늦추지 마소서" 비디오에 출연하기도 했다. 델 피에로가 유년 시절에 인상깊게 봤던 일본 만화로 "츠바사 주장"이 있다.
2012년, 델 피에로는 신 파리 대학교의 스포츠의 진정성 학술회에서 스포츠 반부패를 주제로 꿈을 지켜주세요 프로젝트에 강연자로 참가했다.
2018년 3월을 기점으로, 델 피에로는 로스 앤젤레스에서 이탈리아 식당 10번(No.10)을 경영했는데, 식당명은 자신의 등번호 10번에서 유래했다.

### 자선 사업
델 피에로는 몇 차례 자선 사업을 진행 및 지원했다. 1998년, 그는 5.2M ITL을 위기의 아이들 재단(Fondazione Bambini in Emergenza)에 고아와 AIDS 환자를 위해 자신의 유벤투스 유니폼을 팔아 기부했다. 2001년, 암 연구 프로젝트인 검색을 위한 골(Un gol per la ricerca)의 홍보대사로 위촉되었다. 2006년, 그는 암연구 관련 AIRC 추천사를 낭독했고, 이 공로로 이탈리아의 대통령으로부터 연구에 대한 믿음(Believe in Research)상을 받았다. 2008년, 그는 잔루카 비알리와 마시모 마우로의 재단이 근위축성 측삭경화증 연구를 위해 주최한 골프 대회에 참가했다. 2009년, 그는 토리노 올림픽 경기장에서 알레 10+(Ale 10+)의 선수단을 꾸려 친선전을 벌였고, 매출액(€180,000)은 연대 프로젝트 단체에 기부되었다.
2010년, 델 피에로는 자신의 등번호 10번 유니폼을 팔아 독수리를 위한 구장(Un Campo per L'Aquila) 재단에 기부했다. 2011년 4월 1일, 그는 알레10일본을위한친구들(ale10friendsforjapan) 프로젝트로, 일본의 지진 희생자들을 도와 웹사이트를 만들어 티셔츠를 팔고 $303,880을 벌어들였다. 2011년, 그는 성안나배 - 함께 자라요 재단(Fondazione Sant'Anna Cup – Crescere insieme)의 골프 대회에 성안나 병원의 신생아 중환자를 위해 참가했다. 2012년 7월 21일, 그는 가시마 경기장에서 J1리그가 주관한 친선전에 참가했다.(델 피에로는 1골을 넣고 기립 박수를 받으며 교체되어 나갔다) 수익금은 2011년 일본 대지진 희생자들을 위해 사용되었다.
델 피에로는 탯줄피 기증 관련 ADISCO의 추천사를 썼고, 빈민 가정 아동의 교육 관련 1골(1GOAL)의 추천사도 섰다. 2015년, 세계 포뮬러 원 우승을 거둔 아이르통 세나를 축하하는 델 피에로는 토리노에서 아이르통 전시회를 2015년 2월부터 5월까지 열었다. 전시회는 아이르통 세나 재단이 안내했고, 수익금을 벌었다.

### 텔레비전, 오락, 공식 출연

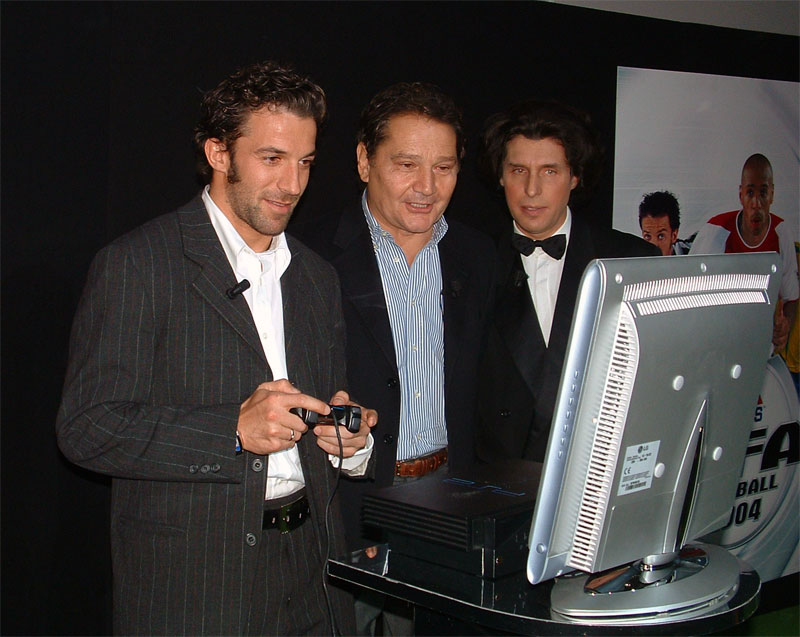
"FIFA 2004" 이탈리아 시연회의 델 피에로

델 피에로는 여러 광고에 출연였고, 독일 스포츠용품 제작사 아디다스를 비롯해 울리베토 생수]], 피아트 자동차, 일본 오토바이 제작사 스즈키, 펩시, 블리스, 체푸, 월트 디즈니, 그리고 어퍼 덱 등과 계약을 맺었다.
2006년, 델 피에로는 스포츠 요원 안드레아스 골러와 일본 전동 스쿠터 스즈키 버그맨 광고에 출연했다. 그는 이탈리아 코미디 쇼 "파페리시마"(Paperissima)와 "촌철살인 뉴스"(Striscia la notizia)에 출연했다. 그는 "축구공 감독 2"(L'allenatore nel pallone 2) 영화와 그의 국가대표팀 동료이자 로마 주장 프란체스코 토티가 진행한 단편 코미디 쇼 "토티의 끝을 안다"(La sai l'ultima di Totti)에 밀란 선수이자 또다른 국가대표 수비수 알레산드로 네스타, 유벤투스 골키퍼 잔루이지 부폰, 그리고 안토니오 카사노와 출연해 서로에게 일화와 농담을 주고받았다.
델 피에로는 EA 스포츠의 "FIFA 2004"(FIFA 2004)에서 티에리 앙리와 호나우지뉴와 함께 표지를 장식했고, "2006년 월드컵" 오락의 이탈리아판 표지를 장식했다. 그는 "FIFA 17"의 궁극의 전설 선수로 등장한다. 그는 이탈리아판 "프로 에볼루션 사커 2010"의 표지에 바르셀로나의 리오넬 메시와 같이 장식했다.
2015년, 델 피에로는 스카이 스포츠 이탈리아의 평론가로 합류했다. 2017년, 그는 넷플릭스의 다큐멘터리 텔레비전 프로그램 "1군: 유벤투스"(First Team: Juventus)에 출연했다. 2018년, 코나미는 델 피에로가 자사 축구 오락 "프로 에볼루션 사커 2019"의 새로운 전설 선수로 공개했다. 2020년을 기점으로, 델 피에로는 ESPN에 ESPN FC의 유로 2020 축구 평론가로 참가했다.

## 경력 통계

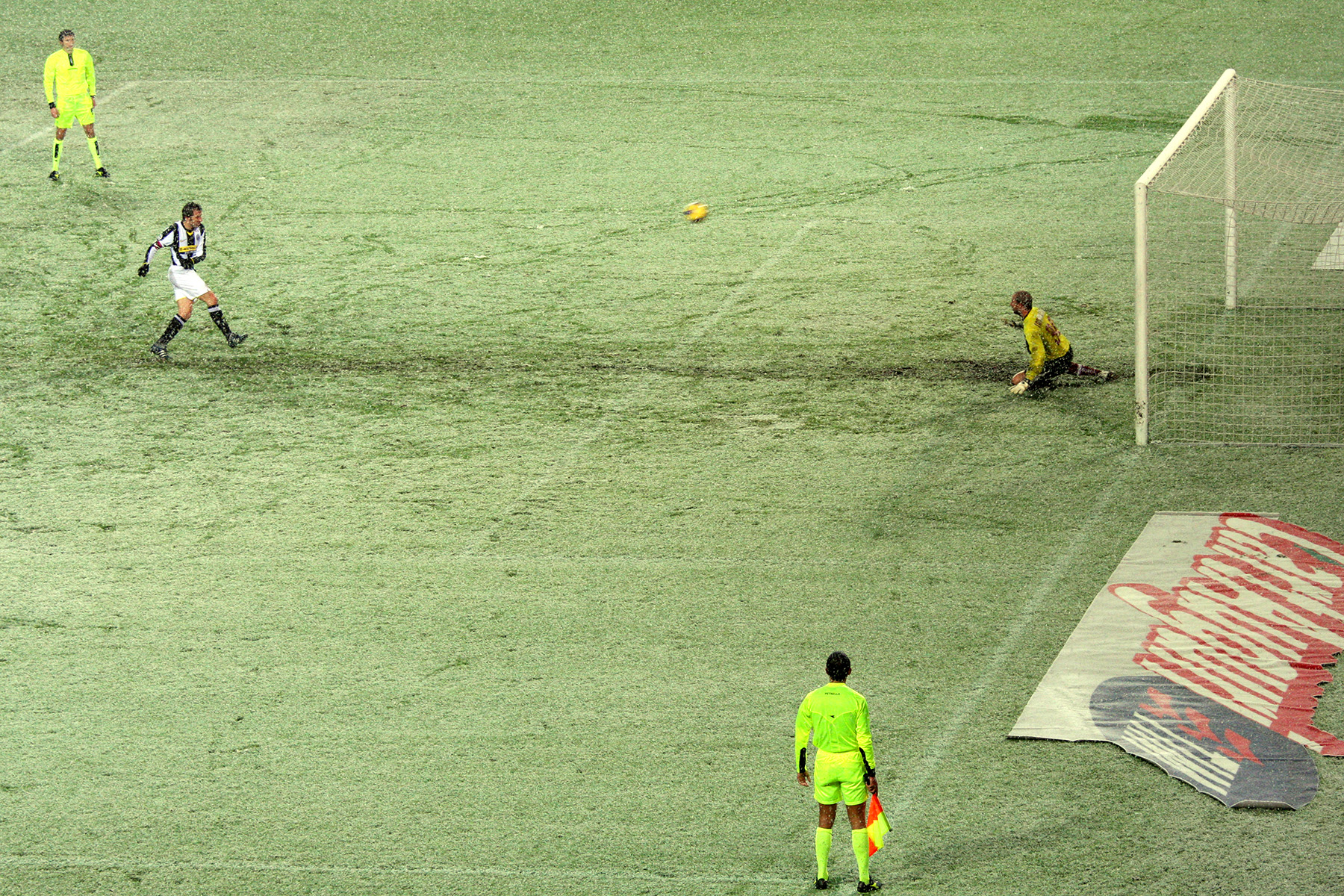
2008-09 시즌에 레지나를 상대로 통산 250호골을 득점하는 델 피에로

### 클럽
| 시즌            | 구단      | 리그          | 리그 | 리그 | 컵   | 컵 | 대륙 | 대륙 | 기타 | 기타 | 합계 | 합계 |
| 시즌            | 구단      | 리그명        | 출장 | 골   | 출장 | 골 | 출장 | 골   | 출장 | 골   | 출장 | 골   |
| --------------- | --------- | ------------- | ---- | ---- | ---- | -- | ---- | ---- | ---- | ---- | ---- | ---- |
| 파도바          | 1991–92   | 세리에 B      | 4    | 0    | 0    | 0  | —    | —    | —    | —    | 4    | 0    |
| 파도바          | 1992–93   | 세리에 B      | 10   | 1    | 0    | 0  | —    | —    | —    | —    | 10   | 1    |
| 파도바          | 합계      | 합계          | 14   | 1    | 0    | 0  | —    | —    | —    | —    | 14   | 1    |
| 유벤투스        | 1993–94   | 세리에 A      | 11   | 5    | 1    | 0  | 2    | 0    | —    | —    | 14   | 5    |
| 유벤투스        | 1994–95   | 세리에 A      | 29   | 8    | 10   | 1  | 11   | 2    | —    | —    | 50   | 11   |
| 유벤투스        | 1995–96   | 세리에 A      | 29   | 6    | 2    | 1  | 11   | 6    | 1    | 0    | 43   | 13   |
| 유벤투스        | 1996–97   | 세리에 A      | 22   | 8    | 4    | 0  | 6    | 4    | 3    | 3    | 35   | 15   |
| 유벤투스        | 1997–98   | 세리에 A      | 32   | 21   | 4    | 1  | 10   | 10   | 1    | 0    | 47   | 32   |
| 유벤투스        | 1998–99   | 세리에 A      | 8    | 2    | 1    | 0  | 4    | 0    | 1    | 1    | 14   | 3    |
| 유벤투스        | 1999–2000 | 세리에 A      | 34   | 9    | 2    | 1  | 9    | 2    | —    | —    | 45   | 12   |
| 유벤투스        | 2000–01   | 세리에 A      | 25   | 9    | 2    | 0  | 6    | 0    | —    | —    | 33   | 9    |
| 유벤투스        | 2001–02   | 세리에 A      | 32   | 16   | 4    | 1  | 10   | 4    | —    | —    | 46   | 21   |
| 유벤투스        | 2002–03   | 세리에 A      | 24   | 16   | 0    | 0  | 13   | 5    | 1    | 2    | 38   | 23   |
| 유벤투스        | 2003–04   | 세리에 A      | 22   | 8    | 4    | 3  | 4    | 3    | 1    | 0    | 31   | 14   |
| 유벤투스        | 2004–05   | 세리에 A      | 30   | 14   | 1    | 0  | 10   | 3    | —    | —    | 41   | 17   |
| 유벤투스        | 2005–06   | 세리에 A      | 33   | 12   | 4    | 5  | 7    | 3    | 1    | 0    | 45   | 20   |
| 유벤투스        | 2006–07   | 세리에 B      | 35   | 20   | 2    | 3  | —    | —    | —    | —    | 37   | 23   |
| 유벤투스        | 2007–08   | 세리에 A      | 37   | 21   | 4    | 3  | —    | —    | —    | —    | 41   | 24   |
| 유벤투스        | 2008–09   | 세리에 A      | 31   | 13   | 3    | 2  | 9    | 6    | —    | —    | 43   | 21   |
| 유벤투스        | 2009–10   | 세리에 A      | 23   | 9    | 1    | 2  | 5    | 0    | —    | —    | 29   | 11   |
| 유벤투스        | 2010–11   | 세리에 A      | 33   | 8    | 2    | 0  | 10   | 3    | —    | —    | 45   | 11   |
| 유벤투스        | 2011–12   | 세리에 A      | 23   | 3    | 5    | 2  | —    | —    | —    | —    | 28   | 5    |
| 유벤투스        | 합계      | 합계          | 513  | 208  | 56   | 25 | 127  | 51   | 9    | 6    | 705  | 290  |
| 시드니          | 2012–13   | A-리그        | 24   | 14   | —    | —  | —    | —    | —    | —    | 24   | 14   |
| 시드니          | 2013–14   | A-리그        | 24   | 10   | —    | —  | —    | —    | —    | —    | 24   | 10   |
| 시드니          | 합계      | 합계          | 48   | 24   | —    | —  | —    | —    | —    | —    | 48   | 24   |
| 델리 다이너모스 | 2014      | 인도 슈퍼리그 | 10   | 1    | —    | —  | —    | —    | —    | —    | 10   | 1    |
| 경력 합계       | 경력 합계 | 경력 합계     | 585  | 234  | 56   | 25 | 127  | 51   | 9    | 6    | 777  | 316  |

### 국가대표팀
| 국가대표팀 | 연도 | 출장 | 골 |
| ---------- | ---- | ---- | -- |
| 이탈리아   | 1995 | 7    | 1  |
| 이탈리아   | 1996 | 4    | 2  |
| 이탈리아   | 1997 | 6    | 4  |
| 이탈리아   | 1998 | 8    | 3  |
| 이탈리아   | 1999 | 2    | 0  |
| 이탈리아   | 2000 | 13   | 4  |
| 이탈리아   | 2001 | 6    | 3  |
| 이탈리아   | 2002 | 11   | 5  |
| 이탈리아   | 2003 | 4    | 2  |
| 이탈리아   | 2004 | 6    | 1  |
| 이탈리아   | 2005 | 4    | 0  |
| 이탈리아   | 2006 | 9    | 2  |
| 이탈리아   | 2007 | 5    | 0  |
| 이탈리아   | 2008 | 6    | 0  |
| 합계       | 합계 | 91   | 27 |

### 국가대표팀 득점 기록
아래의 점수에서 왼쪽의 점수가 이탈리아의 점수이며, 점수 열은 델 피에로의 득점 당시 현황을 나타낸다.
| #  | 날짜             | 경기장                              | 상대              | 점수 | 최종결과 | 대회                 |
| -- | ---------------- | ----------------------------------- | ----------------- | ---- | -------- | -------------------- |
| 1  | 1995년 11월 15일 | 이탈리아 레조 에밀리아 질리오       | 리투아니아        | 1–0  | 4–0      | 유로 1996 예선전     |
| 2  | 1996년 1월 24일  | 이탈리아 테르니 리베르타티          | 웨일스            | 1–0  | 3–0      | 친선경기             |
| 3  | 1996년 5월 29일  | 이탈리아 크레모나 조반니 치니       | 벨기에            | 1–2  | 2–2      | 친선경기             |
| 4  | 1997년 1월 22일  | 이탈리아 팔레르모 렌초 바르베라     | 북아일랜드        | 2–0  | 2–0      | 친선경기             |
| 5  | 1997년 6월 8일   | 프랑스 리옹 제를랑                  | 브라질            | 1–0  | 3–3      | 친선경기             |
| 6  | 1997년 6월 8일   | 프랑스 리옹 제를랑                  | 브라질            | 3–1  | 3–3      | 친선경기             |
| 7  | 1997년 6월 11일  | 프랑스 파리 파르크 데 프랭스        | 프랑스            | 2–2  | 2–2      | 친선경기             |
| 8  | 1998년 1월 28일  | 이탈리아 카타니아 안젤로 마시미노   | 슬로바키아        | 2–0  | 3–0      | 친선경기             |
| 9  | 1998년 10월 10일 | 이탈리아 우디네 프리울리            | 스위스            | 1–0  | 2–0      | 유로 2000 예선전     |
| 10 | 1998년 10월 10일 | 이탈리아 우디네 프리울리            | 스위스            | 2–0  | 2–0      | 유로 2000 예선전     |
| 11 | 2000년 2월 23일  | 이탈리아 팔레르모 렌초 바르베라     | 스웨덴            | 1–0  | 1–0      | 친선경기             |
| 12 | 2000년 6월 19일  | 네덜란드 에인트호번 필립스 스타디온 | 스웨덴            | 2–1  | 2–1      | 유로 2000            |
| 13 | 2000년 10월 11일 | 이탈리아 안코나 코네로              | 조지아            | 1–0  | 2–0      | 2002년 월드컵 예선전 |
| 14 | 2000년 10월 11일 | 이탈리아 안코나 코네로              | 조지아            | 2–0  | 2–0      | 2002년 월드컵 예선전 |
| 15 | 2001년 3월 28일  | 이탈리아 트리에스테 네레오 로코     | 리투아니아        | 2–0  | 4–0      | 2002년 월드컵 예선전 |
| 16 | 2001년 3월 28일  | 이탈리아 트리에스테 네레오 로코     | 리투아니아        | 4–0  | 4–0      | 2002년 월드컵 예선전 |
| 17 | 2001년 10월 6일  | 이탈리아 파르마 엔니오 타르디니     | 헝가리            | 1–0  | 1–0      | 2002년 월드컵 예선전 |
| 18 | 2002년 2월 13일  | 이탈리아 카타니아 안젤로 마시미노   | 미국              | 1–0  | 1–0      | 친선경기             |
| 19 | 6월 13일         | 일본 오이타 오이타 경기장           | 멕시코            | 1–1  | 1–1      | 2002년 월드컵        |
| 20 | 2002년 9월 7일   | 아제르바이잔 바쿠 토피크 바흐라모프 | 아제르바이잔      | 2–0  | 2–0      | 유로 2004 예선전     |
| 21 | 2002년 10월 12일 | 이탈리아 나폴리 산 파올로           | 유고슬라비아 연방 | 1–1  | 1–1      | 유로 2004 예선전     |
| 22 | 2002년 10월 16일 | 웨일스 카디프 밀레니엄 경기장       | 웨일스            | 1–1  | 1–2      | 유로 2004 예선전     |
| 23 | 2003년 6월 11일  | 핀란드 헬싱키 헬싱키 올림픽 경기장  | 핀란드            | 2–0  | 2–0      | 유로 2004 예선전     |
| 24 | 2003년 9월 6일   | 이탈리아 밀라노 주세페 메아차       | 웨일스            | 4–0  | 4–0      | 유로 2004 예선전     |
| 25 | 2004년 9월 8일   | 몰도바 키시너우 레푸블리칸          | 몰도바            | 1–0  | 1–0      | 2006년 월드컵 예선전 |
| 26 | 2006년 3월 1일   | 이탈리아 피렌체 아르테미오 프란키   | 독일              | 4–0  | 4–1      | 친선경기             |
| 27 | 2006년 7월 4일   | 독일 도르트문트 베스트팔렌슈타디온  | 독일              | 2–0  | 2–0      | 2006년 월드컵        |

### 기록
- 유벤투스 통산 역대 최다 경기 출전(705경기)[338]
- 유벤투스의 세리에 A 역대 최다 경기 출전 2위(478경기)[338][339][340]
- 유벤투스의 이탈리아 리그 역대 최다 경기 출전 2위(세리에 A 및 세리에 B 도합 513경기 출전)[341]
- 유벤투스의 수페르코파 이탈리아나 역대 최다 경기 출전(2017년 8월 13일 기준 8경기)[341]
- 유벤투스 역대 최다 득점자(290골: 전개 상황에서 186골, 페널티킥으로 62골, 프리킥으로 42골)[338][342]
- 유벤투스 역대 최다 결승골 득점자(135골)[343]
- 유벤투스의 경기 역대 최장 시간 출전 2위(48,363분)[339]
- 유벤투스의 수페르코파 이탈리아나 역대 최다 대회 출전 2위(6회)[338]
- 유벤투스의 챔피언스리그 역대 최다 경기 출전 2위(92경기)[338]
- 유벤투스의 역대 최다 유럽 축구 연맹 구단 대항전 경기 출전 2위(124경기)[341]
- 유벤투스의 역대 최다 국제 경기 출전(130경기)[341]
- 수페르코파 이탈리아나 역대 최다 득점 2위(사뮈엘 에토, 안드리 셰우첸코, 카를로스 테베스와 동률 - 3골)[344][345]
- 시드니 단일 시즌 역대 최다 득점(14골)[346]
- 세리에 A 역대 최다 페널티 킥 득점 3위(50골)[280]
- 세리에 A 최다 프리킥 득점 3위(22골)[286]
- 이탈리아에서 역대 최다 프리킥으로부터 득점 연결(52골, 소속 구단에서 46골, 국가대표팀에서 6골)[243][285]
- 이탈리아 역대 단일 시즌 통산 10골 이상 최다 시즌 (17시즌)[347]
- 이탈리아 국가대표팀 역대 최다 교체 투입 경기 득점(5골)[201]
- 이탈리아 국가대표팀 역대 최다 득점 공동 4위(27골, 로베르토 바조와 동률)[348]

## 수상

### 클럽
유벤투스 프리마베라
- 캄피오나토 나치오날레 프리마베라: 1993–94
- 토르네오 디 비아레조: 1994

유벤투스
- 세리에:[nb 1] 1994–95, 1996–97, 1997–98, 2001–02, 2002–03, 2004–05, 2005–06, 2011–12
- 세리에 B: 2006–07
- 코파 이탈리아: 1994–95
- 수페르코파 이탈리아나: 1995, 1997, 2002, 2003
- 챔피언스리그: 1995–96[350]
- 인터토토컵: 1999[351]
- UEFA 슈퍼컵: 1996[352]
- 인터콘티넨털컵: 1996[353]

### 국가대표팀
이탈리아 U-21
- 유럽 U-21 선수권 대회: 1996[354]

이탈리아
- 월드컵: 2006
- 유럽 선수권 대회 준우승: 2000[355]

### 개인
- 1996년 인터콘티넨털컵 경기 최우수 선수[356]
- 1997-98년 UEFA 챔피언스리그 득점왕(10골)[356]
- 세리에 A 1999-2000 도움왕[75]
- 코파 이탈리아 2005-06 득점왕(5골)[356]
- 세리에 B 2006-07 득점왕(20골)[356]
- 세리에 A 2007-08 득점왕(21골)[356]
- ESM 올해의 선수단: 1995–96, 1996–97, 1997–98[357]
- 브라보상: 1996[356]
- 투르누아 드 프랑스 득점왕(3골)[356]
- AIC 세리에 A 올해의 국내 선수: 1998, 2008[356]
- AIC 세리에 A 최고 인기 선수: 2001, 2008[356]
- FIFA 100[358]
- 유럽 축구 연맹 50주년 여론 조사: 49위[359]
- 주세페 프리스코 전국상: 2006[360]
- 피에몬테 올해의 스포츠인: 2006[361]
- 신사 은배 특별상: 2006[362]
- 세리에 A 산 시로 신사상: 2006[363]
- 황금발상: 2007[364][365]
- 텔레가토-최우수 선수상: 2007[366]
- 축구 통계 협회 역대 최고 선수 100인 - 60위: 2007[18]
- AIC 세리에 A 올해의 득점자: 2008[356]
- 가에타노 시레아 경력모범상: 2008[123]
- 은공상: 2008–09[367]
- 스포츠 및 정중성 국제상-스포츠 홍보대사: 2009[368]
- 올해의 스포츠인 금상: 2010[356]
- 글로브 축구 경력상: 2011[356][369]
- 노바라 페어플레이상: 2011[370]
- AIC 평생공로상: 2011[356]
- A-리그 올해의 골: 2012–13[371]
- 시드니 황금 신발: 2013,[372] 2014[185]
- PFA 올해의 선수단: 2013[373]
- 시드니 올해의 선수: 2013[372]
- 시드니 일원상: 2013[374]
- A리그 올스타 경기 선수단: 2014[375]
- AFC 금10년의 선수단: 2015[190]
- 시드니 금10년의 선수단: 2015[189]
- 시드니 명예의 전당: 2015[376]
- 이탈리아 축구 명예의 전당: 2017[377]
- 유벤투스 역대 최고 선수단: 2017[378]

서훈
이탈리아 공화국 공로장 5등급 / 기사장 : 2000
 4등급 / 장교장 : 2006
이탈리아 국가 올림픽 위원회 "스포츠 공로 금메달": 2006

## 참고
1. ↑  2004-05 시즌과 2005-06 시즌 우승은 칼초폴리 스캔들로 연루되어 박탈되었다..

1. ↑  수페르코파 이탈리아나, UEFA 슈퍼컵, 그리고 인터콘티넨털컵 출전 기록

## 참고 문헌
- Refini, Maurizio (1998). 《Il campione. Alessandro Del Piero l'aquila con i piedi per terra》 [패왕. 델 피에로, 땅에 발을 붙인 독수리] (이탈리아어). Limina. ISBN 88-86713-39-8.
- Giansanti, Gianni (2002). 《Semplicemente Del Piero》 [그저 델 피에로] (이탈리아어). Logos. ISBN 88-7940-175-0.
- Civati, Giuseppe (2004). 《Il segreto di Alex》 [알렉스의 비밀] (이탈리아어). Limina. ISBN 88-88551-94-8.
- Franzelli, Marco (2006). 《Lo sberleffo di Godot. Il ritorno di Alessandro Del Piero》 [고도트의 찡그림. 알레산드로 델 피에로의 귀환] (이탈리아어). Limina. ISBN 88-6041-015-0.
- Bernardi, Bruno (2006). 《Pinturicchio. La favola di Alessandro Del Piero》 [핀투리키오. 알레산드로 델 피에로 이야기] (이탈리아어). Graphot. ISBN 88-89509-29-5.
- Del Piero, Alessandro (2007). 《10+ Il Mio Mondo in un Numero》 [10+ 내가 사는 세상을 통계로] (이탈리아어). Mondadori. ISBN 978-88-04-55986-3.
- Savino, Roberto (2011). 《Alex Del Piero. Minuto per minuto》 [알렉스 델 피에로. 조금씩] (이탈리아어). Castelvecchi. ISBN 978-88-7615-577-2.
- Del Piero, Alessandro (2012). 《Giochiamo ancora》 [좀 더 붙어보자] (이탈리아어). Mondadori. ISBN 978-88-04-62115-7.
- Bartolomeo, Ruggiero (2012). 《GeniAle. L'album di Alessandro Del Piero》 [독창적. 알레산드로 델 피에로의 음반] (이탈리아어). Libreria Sportiva Eraclea. ISBN 978-88-88771-36-6.
- Del Piero, Alessandro (2018). 《Detto tra noi》 [우리들끼리] (이탈리아어). Mondadori. ISBN 978-88-04-70701-1.